# Julien Absalon
Pour les articles homonymes, voir Absalon.
Vous lisez un « bon article » labellisé en 2020.
Julien Absalon, né le 16 août 1980 à Remiremont, est un coureur cycliste français, spécialiste de VTT cross-country. Dans cette discipline, il est l'un des coureurs les plus titrés de tous les temps : double champion olympique en 2004 et 2008 (record ex æquo) ; quintuple champion du monde entre 2004 et 2007 puis en 2014 ; sept fois vainqueur du classement général de la Coupe du monde en 2003, de 2006 à 2009, en 2014 et 2016 ; quintuple champion d'Europe en 2006 et de 2013 à 2016 (record) ; et quatorze fois champion de France entre 2003 et 2016 (record). En Coupe du monde, il remporte 33 victoires durant les saisons 2001 à 2016. Multiple Vélo d'or français, il est également intronisé au Mountain Bike Hall of Fame en 2020.
Il est révélé chez les juniors en 1998, où il réalise le triplé champion du monde, champion d'Europe et champion de France. Chez les espoirs, il réussit ce même triplé en 2001 et 2002.
Chez les élites, il est dominateur durant les années 2003-2008, où il remporte 2 titres olympiques, 4 titres de champion du monde et 4 Coupes du monde. Son plus grand adversaire est le Suisse Nino Schurter, qui met fin à sa domination à partir de 2009 en remportant le championnat du monde, Absalon remportant la Coupe du monde. Dans les années 2010, il parvient à s'adapter aux nouvelles courses avec une durée limitée à environ 1 h 30 et l'ajout de nombreux obstacles artificiels sur le parcours, bien différentes des courses du début de sa carrière durant souvent plus de 2 heures sur des parcours naturels. Il obtient encore de grands résultats, notamment le doublé championnat du monde et Coupe du monde en 2014, la Coupe du monde 2016 et 4 titres de champion d'Europe de 2013 à 2016. Il échoue dans sa conquête d'un troisième titre olympique aux Jeux de Londres en 2012, où il abandonne à cause d'une crevaison, et aux Jeux de Rio en 2016, où il termine seulement à la 8e place.
Diminué par des problèmes d'allergie aux pollens, il met brusquement fin à sa carrière en 2018. Il continue cependant la compétition en VTT à assistance électrique et obtient la 3e place aux championnats du monde 2019. De 2018 à 2022, il dirige sa propre équipe de VTT, nommée Absolute Absalon puis BMC MTB Racing en 2022.

## Biographie

### Jeunesse dans les Vosges
Julien Absalon naît le 16 août 1980 à Remiremont. Il grandit chez ses parents, Sylvie et Bernard, à Raon-aux-Bois dans les Vosges. Il a un frère, Rémy, qui est de 4 ans plus jeune que lui. Il découvre le VTT en 1995 grâce à un voisin, Patrick Vuillemin, qui l'emmène plusieurs fois se promener à vélo en forêt. Celui-ci trouve que Julien est doué, et il l'incite à prendre une licence cycliste. Julien délaisse alors le judo, qu'il pratiquait à bon niveau, et il se consacre au VTT. À cette époque, il rencontre Émilie, celle qui deviendra sa femme.
Il s'entraîne très peu, les seuls kilomètres à vélo sont pour se rendre chez Émilie,.
Son frère Rémy a aussi opté pour le VTT, mais il s'est spécialisé dans des disciplines différentes : enduro et descente marathon.

### Saisons cadet 1995-1996: les débuts

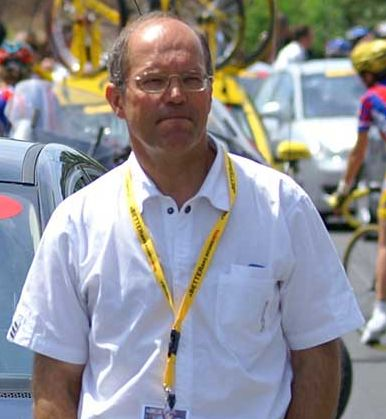
Gérard Brocks, l'entraîneur de Julien Absalon, en 2008.

En 1995, dès sa troisième course chez les cadets, après seulement quelques mois de pratique, Julien Absalon se qualifie pour participer à son premier championnat de France à Val-d'Isère. Il est aidé par Jean-Louis Balland, un vélociste d’Épinal, qui le soutient et lui prête son propre vélo jusqu'à la fin de la saison. Celui-ci raconte : « son vélo était pourri, je lui avais prêté le mien tellement il me faisait pitié. Je sentais qu’il avait des capacités. » Julien termine 4e du championnat de France cadet. À cette époque, il rencontre Gérard Brocks, conseiller technique du comité de cyclisme de Lorraine : « Julien était un simple cadet régional. Mais j’ai vu qu’il cherchait un entraîneur pour travailler dans la durée, sur plusieurs années et c’est cela qui m’a plu chez lui », se souvient-il.
En 1996, lors de sa deuxième année chez les cadets, Julien intègre l'équipe Scott France avec l'appui de Jean-Louis Balland qui le conseille. Il décroche ses premiers podiums en coupe de France et devient vice-champion de France cadet grâce au plan d'entraînement établi par Gérard Brocks. Julien raconte : « Depuis ce jour, Gérard est mon entraîneur, j'ai une entière confiance en lui et je suis ses plans d'entraînement et ses conseils à la lettre. Je lui dois beaucoup. » La collaboration entre les deux hommes dure toute la carrière d'Absalon.

### Saisons junior 1997-1998: la révélation en 1998 avec le triplé titre mondial, européen et national
En 1997, pour sa première année chez les juniors, Julien Absalon est sur tous les podiums de la Coupe de France et remporte la dernière manche, le Roc d'Azur,.
En juillet 1998, il devient champion de France junior au Lioran dans le Cantal,.
En août 1998, il remporte le championnat d'Europe junior à Aywaille en Belgique. Il s'impose en 1 h 34 min 47 s devant le Suédois Gustav Larsson à 1 min 12 s et le Tchèque Tomáš Trunschka à 1 min 28 s.
En septembre 1998, il devient champion du monde junior au Mont Sainte-Anne au Canada. Dès le premier tour, Absalon contrôle la course à l'avant. Dans le 3e tour, il place une attaque qui le débarrasse des trois coureurs qui l’accompagnaient : le Suédois Fredrik Modin, le Canadien Ryder Hesjedal et l’Américain Patrick Bower. Dans le 4e et dernier tour, Hesjedal revient à 20 secondes d'Absalon mais une chute ne lui laisse plus aucune chance de revenir. Absalon s'impose sur les 32 km en 1 h 36 min 18 s devant Hesjedal à 1 min 21 s et Modin à 1 min 57 s. À l'arrivée, il déclare : « Je voulais gagner et après avoir gagné les championnats d'Europe, je savais que je pouvais le faire ». Le titre mondial junior lui ouvre les portes de l'équipe Scott International.

### Saison espoir 1999: vice-champion d'Europe
En 1999, Absalon passe dans la catégorie espoir (moins de 23 ans). Au sein de l’équipe suisse Scott international, il retrouve le descendeur français Cyril Lagneau, qui le décrit ainsi : « Julien était un minot facile à vivre. Il ne faisait pas de bruit mais il était déjà pro. En plus, c’était flagrant qu’il avait du talent. On faisait des tests physiques en Suisse et à chaque fois, il explosait tout. »
Il termine 2e du championnat de France espoir à Vars et également 2e du championnat d'Europe espoir à Porto de Mós au Portugal, remporté par le Norvégien Håkon Austad.
Aux championnats du monde de Åre en Suède, il finit 5e en individuel espoir et devient vice-champion du monde du relais par équipes avec Miguel Martinez, Sandra Temporelli et Nicolas Filippi. Il participe également aux manches de Coupe du monde se déroulant en Europe afin de progresser.

### Saison espoir 2000:4edu championnat du monde
La saison 2000 commence très bien, Julien est sur tous les podiums espoirs en Coupe du monde et il commence à s'approcher du top 20 en catégorie élite (25e au classement général). Il est remplaçant pour les Jeux Olympiques, il participe donc au stage pré-olympique avec ceux qui vont participer aux Jeux, ce qui lui permet d'apprendre et de se rendre compte de l'importance des Jeux Olympiques.
Puis il se fracture le poignet à l'entraînement (double fracture ouverte), ce qui le prive des championnats d'Europe et de France. Mais ce contretemps lui permet de revenir frais en septembre et de terminer à la quatrième place du championnat du monde espoir à Sierra Nevada en Espagne derrière José Antonio Hermida, Marti Gispert et Kashi Leuchs. Son bon début de saison lui permet d'être remarqué par l'équipe Bianchi avec laquelle il signe son premier contrat professionnel pour 2 ans.

### Saison espoir 2001: triplé titre mondial, européen et national

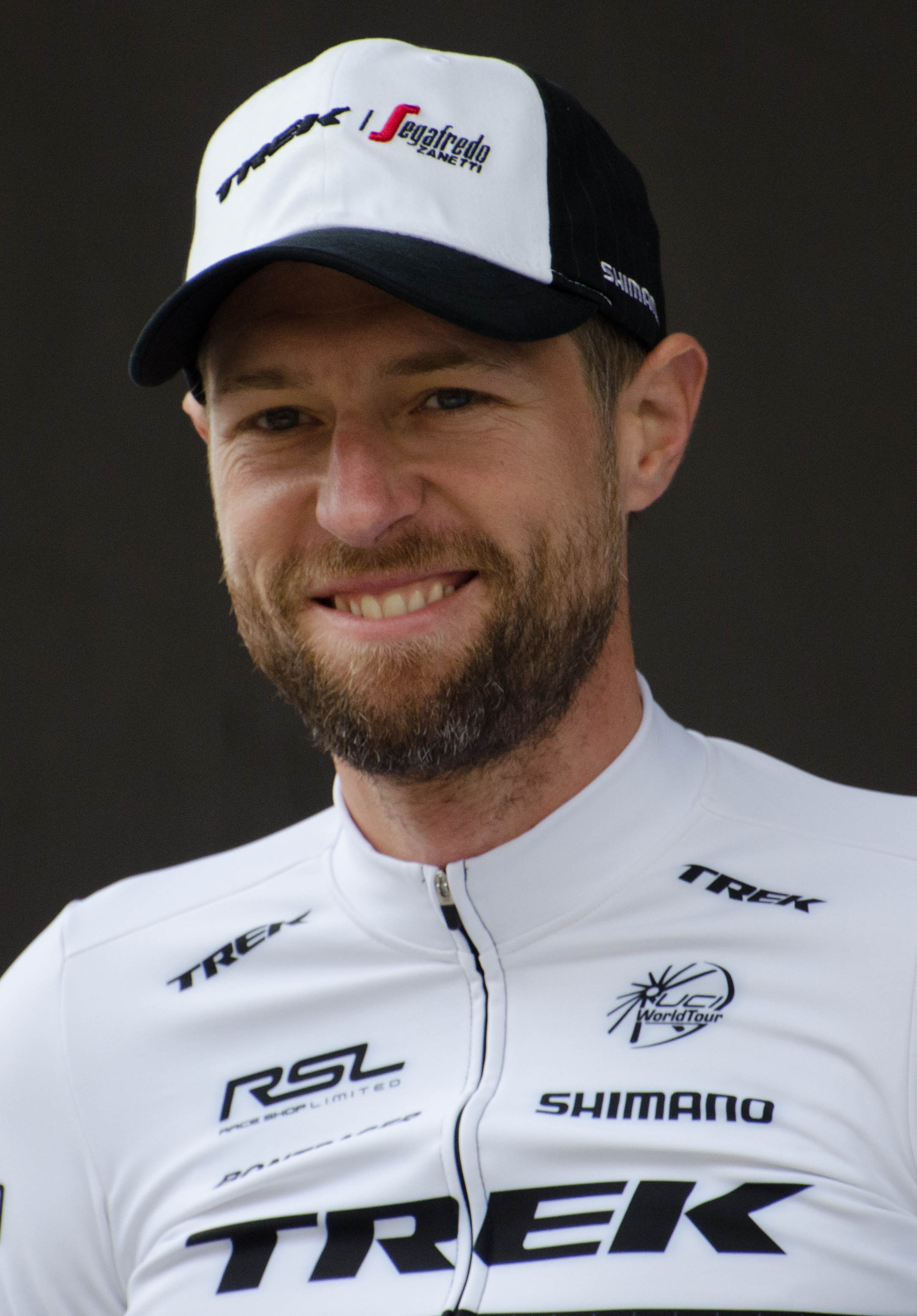
Ryder Hesjedal, le vice-champion du monde espoir 2001.

En 2001, Absalon arrive dans l'équipe Bianchi, il a pour coéquipier José Antonio Hermida. Il a un vélo sur mesure et peut modifier le matériel.
À la surprise générale, le 15 juillet, il remporte la 5e manche de Coupe du monde chez les élites à Durango aux États-Unis. « J’ai profité de l’abandon de certains leaders pour m’imposer » explique-t-il. Au terme des huit manches de Coupe du monde, il est 6e du classement général élite.
Le 20 juillet, Julien Absalon remporte aisément le championnat de France espoir à Métabief en 2 h 11 min 18 s devant Johann Vachette à 4 min 6 s et Sébastien Hansen à 5 min 27 s,. Le 18 août, il devient champion d'Europe espoir à Saint-Wendel en Allemagne  en 1 h 38 min 44 s devant le Hollandais Thijs Al à 1 min 33 s et le Danois Peter Riis Andersen à 1 min 43 s,.
Le 16 septembre, Julien Absalon devient champion du monde espoir à Vail aux États-Unis devant le Canadien Ryder Hesjedal et l'Américain Walker Ferguson. La course de 43,5 km se déroule dans les pentes abruptes de Vail Mountain. Peu après le départ, Hesjedal et Absalon s'extraient du peloton de 69 coureurs. Absalon raconte : « Ryder était le meilleur et je savais que je devais prendre sa roue. » Plus loin, Absalon voit qu'Hesjedal n'est pas en grande forme, il attaque et creuse rapidement un écart d'un peu plus d'une minute qu'il maintient jusqu'à l'arrivée. Il s'impose en 1 h 59 min 9 s devant Hesjedal à 1 min 38 s et Ferguson à 2 min 47 s,. C'est son deuxième triplé champion du monde, champion d'Europe et champion de France après celui de 1998 chez les juniors.

### Saison espoir 2002:2etriplétitre mondial, européen et national

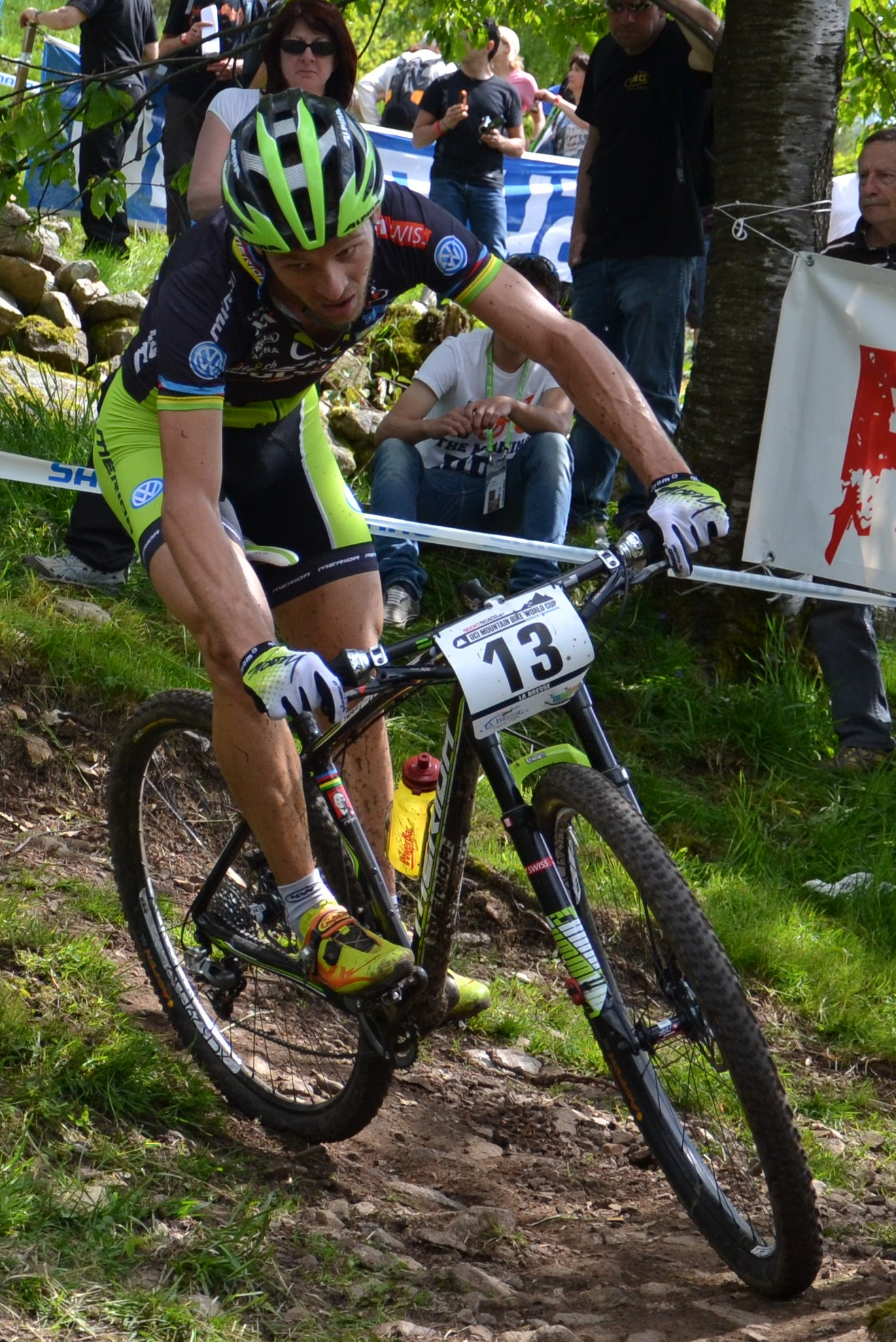
Ralph Näf, le vice-champion du monde espoir 2002.

Le père de Julien décède brutalement en janvier 2002, c'est une terrible épreuve pour le jeune homme qui songe un temps à abandonner le VTT. Julien parvient finalement à retrouver sa motivation, il dit : « mon père était mon plus grand supporteur et je me suis promis de faire le maximum afin de gagner des courses pour lui,,. »
Pour la deuxième année consécutive, Julien Absalon devient champion de France espoir aux Orres, le 19 juillet. Il s'impose en 1 h 51 min 2 s devant Nicolas Filippi à 3 min 3 s et Rémy Grosdidier à 5 min 17 s.
Début août, aux championnats d'Europe à Zurich, il devient champion d'Europe espoir devant le Suisse Florian Vogel et l'Espagnol Iñaki Lejarreta. Il remporte aussi le relais par équipes avec Laurence Leboucher, Cédric Ravanel et Jean-Eudes Demaret devant la Suisse et la Tchéquie,.
Le 1er septembre, il devient champion du monde espoir à Kaprun en 1 h 59 min 1 s devant le Suisse Ralph Näf à 2 min 32 s et le Canadien Ryder Hesjedal à 3 min 33 s. Il termine 2e du relais remporté par l'équipe canadienne avec, comme aux championnats d'Europe, Laurence Leboucher, Cédric Ravanel et Jean-Eudes Demaret.
Comme l'année précédente, il réalise le triplé champion de France, champion d'Europe et champion du monde chez les espoirs. Il termine 9e du classement général de la Coupe du monde élite. Il finit la saison au 4e rang mondial UCI dans la catégorie élite et premier dans la catégorie espoir.

### Saison élite 2003:1reCoupe du monde et1ertitrenational

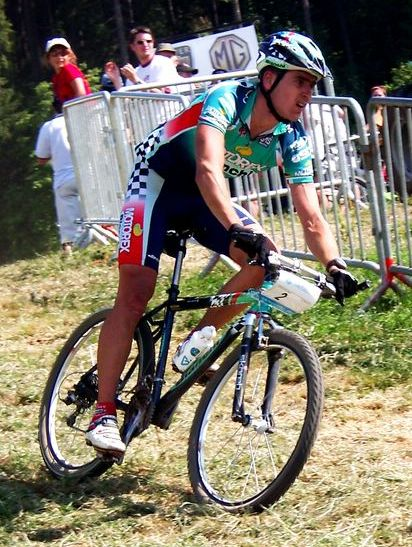
Julien Absalon au championnat de France 2003 à Métabief.

Dès sa première saison en élite, Julien remporte le classement général de la Coupe du monde en s'imposant dans la 3e manche, le 29 juin, au Mont Sainte-Anne et en finissant à la 3e place dans les quatre autres manches à Saint-Wendel, Fort William, Grouse Mountain et Kaprun.
Le 20 juillet, il devient champion de France élite pour la première fois à Métabief.
Le circuit est tracé dans le Mont d'Or, il est constitué d'une montée raide et d'une descente très technique avec des racines. La victoire se joue dans le dernier des quatre tours de 8,2 km à parcourir. Christophe Dupouey, le champion en titre, est en tête, suivi par Jean-Christophe Péraud et plus loin, Miguel Martinez et Julien Absalon, pas très en forme à cause du décalage horaire après son retour du Canada. Dans la descente, Dupouey chute et se fracture la clavicule gauche. Péraud passe en tête mais crève peu après. Absalon, après avoir failli abandonner, franchit la ligne en vainqueur et remporte son premier titre de champion de France élite après ses deux titres en espoir. Martinez prend la seconde place et Péraud la troisième.
Le 24 août, il devient vice-champion d'Europe à Graz en Autriche en finissant à moins d'une minute du Suisse Ralph Näf qui s'impose en 2 h 3 min 15 s, l'Allemand Lado Fumic complète le podium,,.
Le 7 septembre, il termine 12e au championnat du monde à Lugano en Suisse remporté par le Belge Filip Meirhaeghe en 2 h 25 min 2 s devant le Canadien Ryder Hesjedal et le Belge Roel Paulissen,.

### Saison élite 2004:1ertitreolympique et1ertitremondial

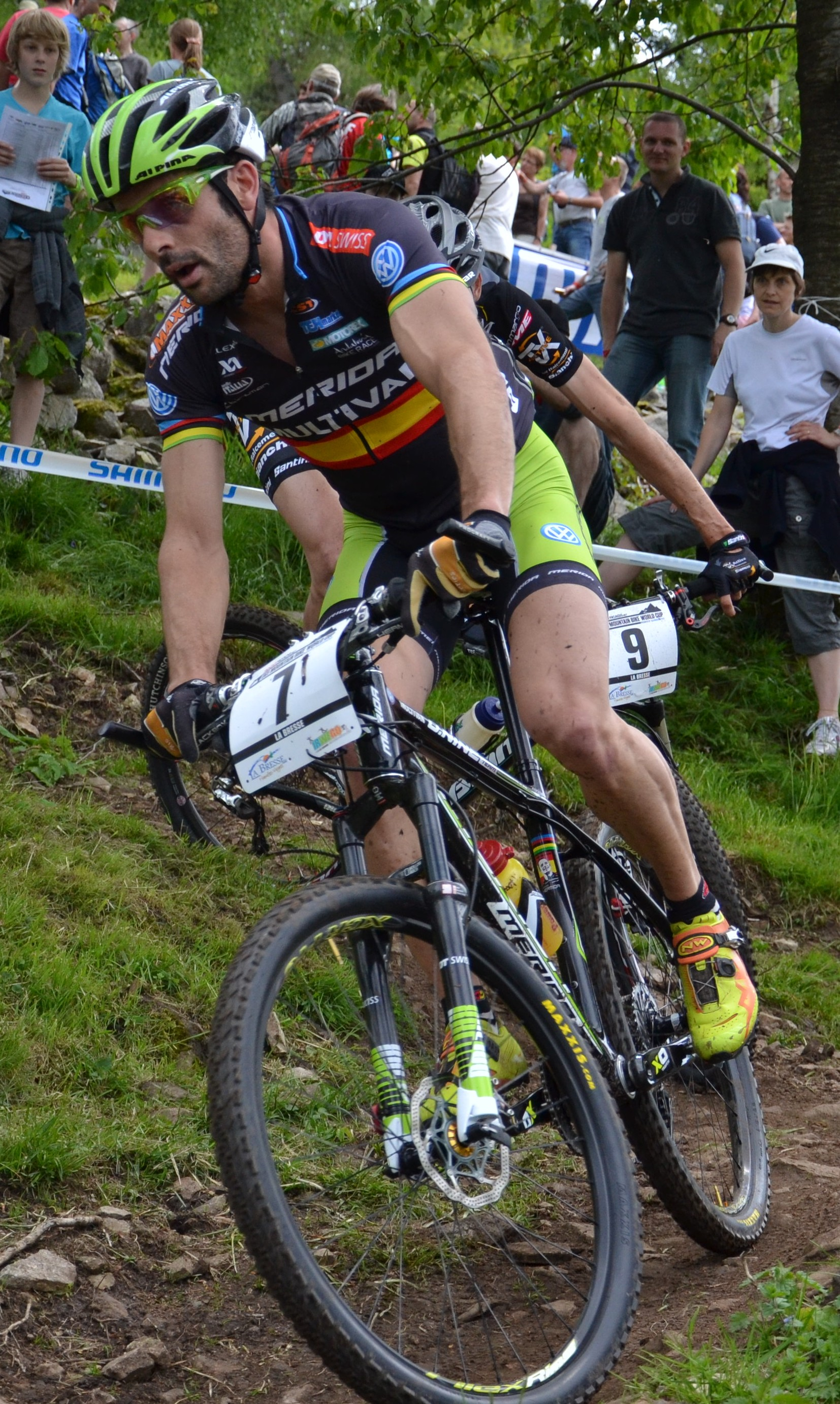
José Antonio Hermida, le champion d'Europe 2004.

Il remporte une deuxième fois le championnat de France, le 18 juillet à Montgenèvre. Il mène la course dès le début, contrôle son avance et s'impose facilement en 1 h 54 min 0 s devant Peter Pouly et Cédric Ravanel.
Il termine 5e du championnat d'Europe, le 1er août à Wałbrzych en Pologne. L'Espagnol José Antonio Hermida s'impose en 2 h 7 min 3 s devant l'Allemand Lado Fumic à 2 min 51 s et le Suisse Ralph Näf à 3 min 18 s.
Le 28 août, aux Jeux olympiques d'Athènes, il s'impose en solitaire sur le poussiéreux et technique circuit du Mont Parnès de 6,1 km à parcourir à sept reprises ; dans la dernière ligne droite, il pointe le doigt vers le ciel en hommage à son père disparu en 2002, il dit à ce sujet : « ce geste pour rendre hommage à mon père, je ne l’avais pas prémédité du tout. Il nous avait quittés depuis deux ans et demi et j’avais pensé à lui durant toute la course. Cela m’avait aidé et porté. » Il gagne en 2 h 15 min 2 s avec une minute d'avance sur le champion d'Europe, l'Espagnol José Antonio Hermida, et deux minutes sur le  vainqueur de 1996, le Néerlandais Bart Brentjens. Quatre ans après Miguel Martinez aux Jeux de Sydney, c'est la deuxième fois qu'un Français s'impose,,,. Il déclare après l'arrivée : « C'est un rêve, j'en rêve depuis un an. Je n'arrive toujours pas à y croire. C'est une performance fantastique, le résultat d'années de préparation. Je suis au mieux de ma forme. Ce sont mes premiers Jeux Olympiques et j'ai gagné. »
Après les Jeux olympiques, il est très sollicité mais il entretient sa forme. En septembre, il arrive aux championnats du monde se déroulant en France aux Gets sans envie de faire la course à fond mais il est remotivé par son entraîneur Gérard Brocks, qui lui fait comprendre qu'il a la condition physique pour gagner, et aussi par la victoire en descente de son ami Fabien Barel la veille de sa course. Le 12 septembre, il remporte son premier titre de champion du monde élite en 2 h 20 min 37 s devant le Français Cédric Ravanel et le Suisse Thomas Frischknecht. La course se déroule sur un terrain boueux qu'Absalon affectionne, il effectue un départ prudent, passe en tête dans le 4e tour et conserve cette position jusqu'à l'arrivée,,.
En Coupe du monde, il commence en mai par deux troisièmes places à Madrid et Houffalize, il ne participe pas à la manche de Fort William du 5 juin, il s'impose le 20 juin dans la 4e manche à Schladming, il fait l'impasse en juin-juillet sur les deux manches canadiennes au Mont Sainte-Anne et Calgary, il ne participe pas non plus à la dernière manche à Livigno le 19 septembre et il termine 6e du classement général.

### Saison élite 2005:2etitremondial

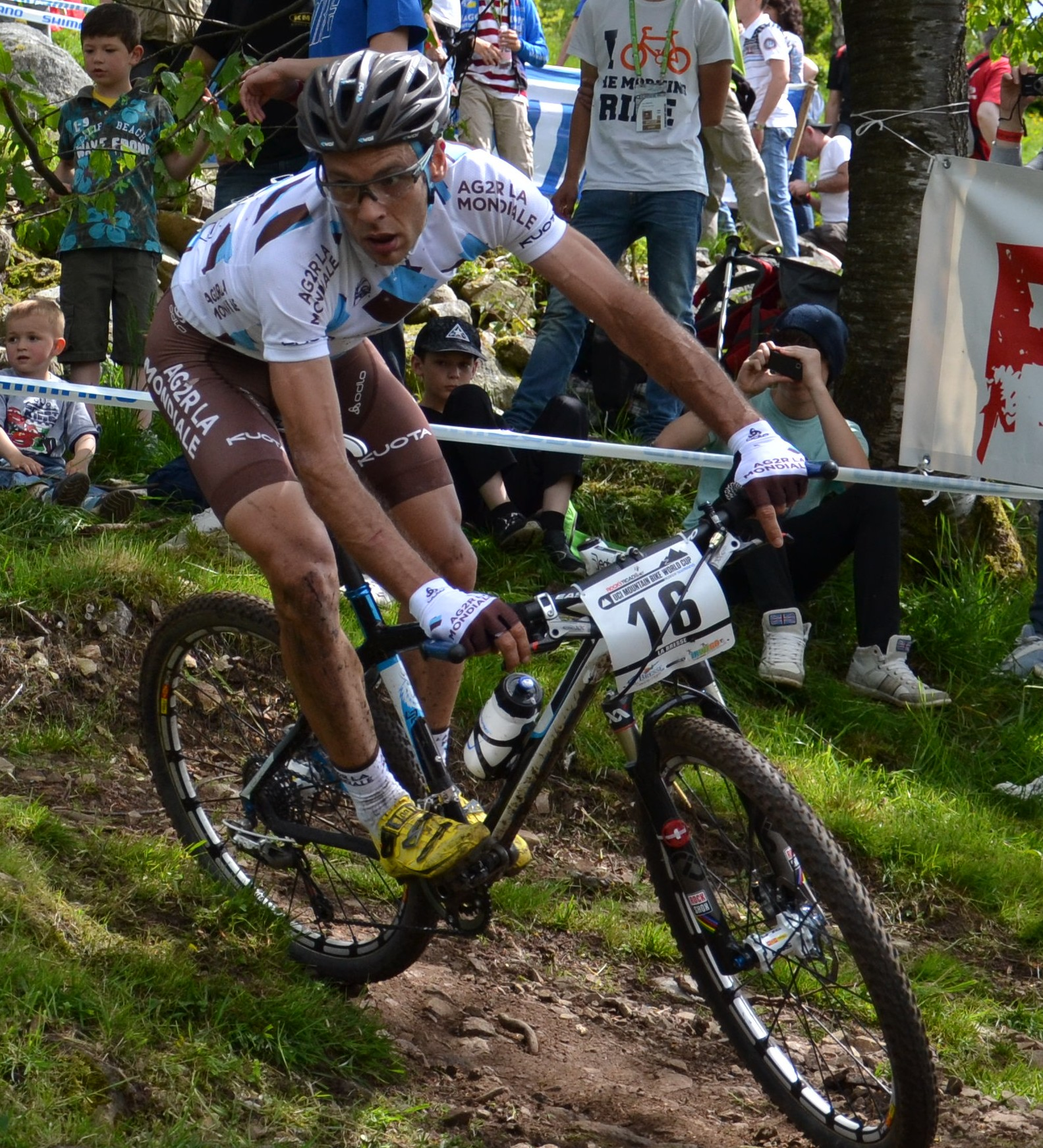
Jean-Christophe Péraud, le champion d'Europe 2005.

Il remporte une troisième fois consécutive le championnat de France, le 17 juillet au Bourg-d'Oisans en 1 h 51 min 31 s devant Jean-Christophe Péraud et
Peter Pouly.
Il devient vice-champion d'Europe le 31 juillet à Kluisbergen en Belgique derrière son compatriote Jean-Christophe Péraud qui s'impose en 1 h 54 min 19 s, Marco Bui complète le podium. Péraud s'échappe dès le premier tour avec Fredrik Kessiakoff, dans le troisième tour Absalon réagit avec Bui, les deux hommes dépassent Kessiakoff, Absalon se débarrasse de Bui dans l'avant-dernier tour mais ne parvient pas à faire la jonction avec Péraud qui s'impose avec 30 secondes d'avance,.
Il s'impose le 4 septembre aux championnats du monde se déroulant en Italie à Livigno en 2 h 7 min 34 s. En début de course, Miguel Martinez attaque suivi par Thomas Frischknecht, ils affichent 15 secondes d'avance sur Absalon après le premier tour. L’échappée est de courte durée et rapidement un groupe constitué d'Absalon, Hermida et Sauser passe en tête. Finalement, Absalon conserve son titre de champion du monde devant le Suisse Christoph Sauser et l'Espagnol José Antonio Hermida,.
En Coupe du monde, il s'impose dans les deux premières manches : le 24 avril à Spa-Francorchamps devant Roel Paulissen et Jean-Christophe Péraud et le 8 mai à Madrid devant José Antonio Hermida et Christoph Sauser.
Malade, il termine 17e de la manche d'Houffalize le 29 mai remportée par Marco Bui et conserve la tête du classement général.
Le 4 juin à Willingen, il termine 3e de la manche remportée par Sauser qui prend aussi la tête du général.
Il ne participe pas à la manche de Mont Sainte-Anne le 25 juin pour préparer le championnat du monde, celle-ci est remportée par Sauser qui conforte son avance au général.
Comme de nombreux favoris, Absalon ne se rend pas à la manche brésilienne de Balneário Camboriú le 3 juillet, celle-ci est remportée par Hermida.
Il fait également l'impasse sur la manche américaine de Angel Fire Resort du 10 juillet remportée par Sauser.
Il termine 5e de la dernière manche à Fort William le 10 septembre remportée par Ralph Näf et il termine 3e du classement général final remporté par Sauser.

### Saison élite 2006: triplé titre mondial, européen et national et2eCoupedu monde

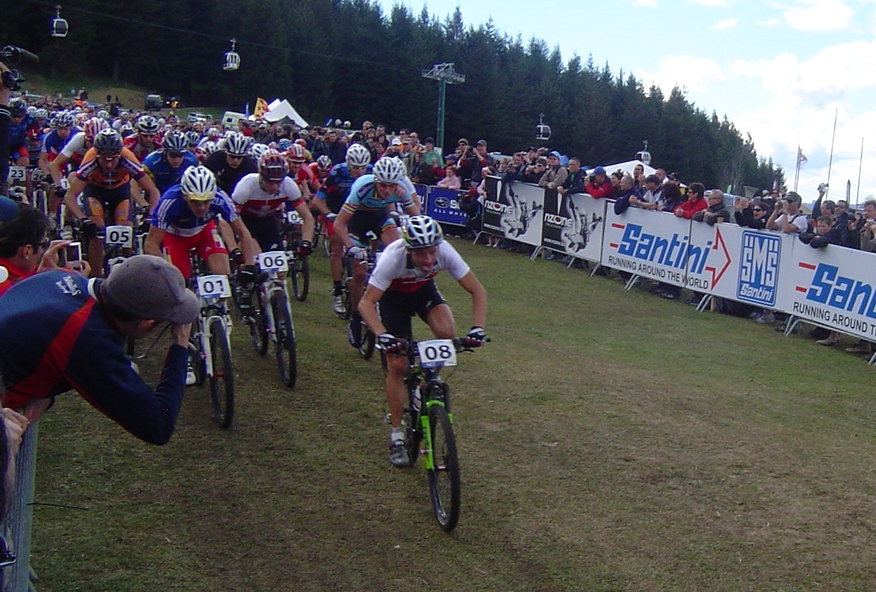
Départ de la course des championnats du monde 2006.

Lors des championnats de France organisés aux Ménuires et Val Thorens, le 15 juillet, Absalon remporte son 4e titre de champion de France d'affilée en 1 h 49 min 35 s devant Cédric Ravanel et Pierre Lebreton.
Le 30 juillet à Chies d'Alpago en Italie, il remporte le championnat d'Europe en 2 h 1 min 45 s devant Christoph Sauser et Ralph Näf, aidé par un incident mécanique de Sauser qui était en tête dans le dernier tour,.
Le 27 août, lors des championnats du monde de Rotorua en Nouvelle-Zélande, Sauser veut prendre sa revanche. Il est au contact du Français une grande partie de la course mais dans le dernier tour il est décroché par l'attaque d'Absalon qui part seul et s'impose en 2 h 9 min 8 s. Le Suédois Fredrik Kessiakoff complète le podium,.
Il remporte le classement général de la Coupe du monde en s'imposant dans trois manches sur les six.
Il termine 2e de la manche de Curaçao le 1er avril remportée par Bart Brentjens.
Il s'impose à Madrid le 14 mai devant Christoph Sauser et Ralph Näf, à Spa-Francorchamps le 20 mai devant José Antonio Hermida et Ralph Näf et à Fort William le 27 mai devant José Antonio Hermida et Florian Vogel.
Le 25 juin, il termine 3e de la manche de Mont-Sainte-Anne remportée par Sauser.
Le 9 septembre, il termine 10e de la manche de Schladming remportée de nouveau par Sauser.

### Saison élite 2007:4etitremondial et3eCoupedu monde

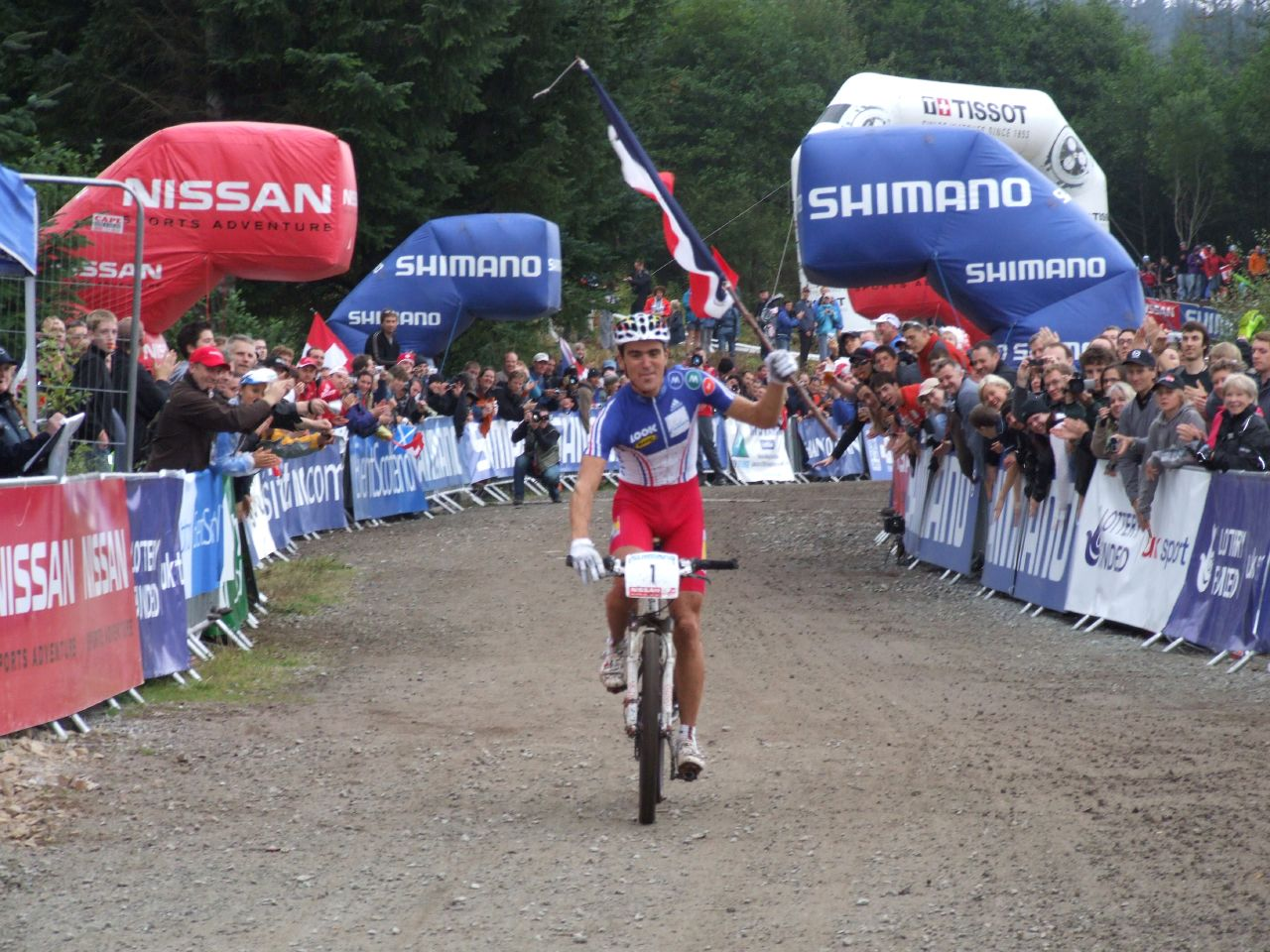
Julien Absalon remporte le championnat du monde 2007 à Fort William.

Dans l'équipe italienne Bianchi depuis ses débuts professionnels en 2001, Julien Absalon change pour l'équipe espagnole Orbea en 2007.
Lors de la présentation officielle de l'équipe Orbea en février à Paris, Julien Absalon, triple champion du monde 2004-2006, annonce : « Je vais essayer de garder mon maillot de champion du monde pendant toute la durée de l'olympiade, entre Athènes et Pékin. » Il pense déjà aux Jeux Olympiques de Pékin en 2008, il annonce qu'il partira en Chine en septembre 2007 afin de disputer le test pré-olympique : « Je veux découvrir le circuit, le climat, recueillir un maximum d'informations et intégrer toutes les données en vue des JO,. »
Le 15 juillet, Julien Absalon prend la deuxième place des championnats d'Europe à Göreme en Turquie derrière l'Espagnol José Antonio Hermida qui s'impose en 2 h 6 min 42 s. Le Suédois Fredrik Kessiakoff prend la troisième place,.
La semaine suivante, le 21 juillet, aux championnats de France à Montgenèvre dans les Alpes, Julien Absalon conserve son titre de champion de France de cross-country, 5e titre consécutif. Il s'impose en 1 h 53 min 33 s, sérieusement inquiété par Cédric Ravanel qui ne termine qu'à 14 secondes, Jean-Christophe Péraud est troisième à plus de 3 minutes.
Le 8 septembre à Fort William en Écosse, il devient champion du monde pour la quatrième fois consécutive, devant les deux Suisses Ralph Näf et Florian Vogel. En tête dès le troisième des six tours à parcourir, il contrôle le retour de Näf et s'impose en 2 h 17 min 6 s,,.
En Coupe du monde, le 22 avril à Houffalize, il termine deuxième derrière José Antonio Hermida.
Le 27 mai, il s'impose à Offenburg devant Cédric Ravanel.
Le 9 juin à Champéry, il s'impose devant Christoph Sauser.
Le 23 juin à Mont-Sainte-Anne, il s'impose devant Hermida.
Le 1er juillet à Saint-Félicien, il s'impose encore devant Hermida,.
Le 15 septembre à Maribor, Fredrik Kessiakoff l'emporte, Absalon est seulement 18e mais il remporte la Coupe du monde pour la troisième fois.

### Saison élite 2008:2etitreolympique et4eCoupedu monde

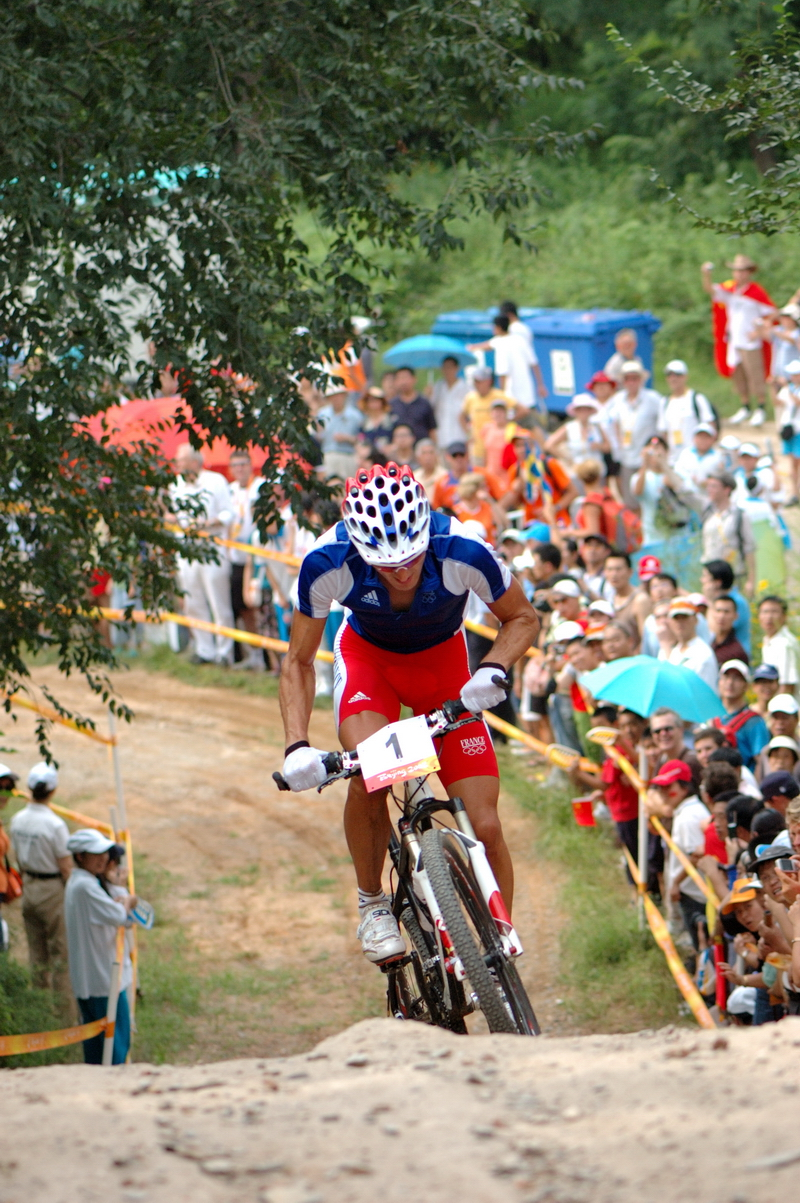
Julien Absalon lors de la course des Jeux olympiques de 2008.

Il commence sa saison par un triplé en Coupe du monde en remportant les manches d'Houffalize le 20 avril devant Nino Schurter, d'Offenbourg le 27 avril devant Christoph Sauser et de Madrid le 4 mai devant José Antonio Hermida.
Le 31 mai, il chute sans gravité à Vallnord et termine en 11e position de la manche remportée par Christoph Sauser,.
Il ne participe pas à la manche de Fort William du 7 juin remportée par Florian Vogel et Sauser prend la tête du classement général,.
Le 27 juillet à Mont-Sainte-Anne, en l'absence des meilleurs mondiaux, il s'impose facilement devant Geoff Kabush et reprend la tête du classement général,,.
Le 3 août à Bromont, il s'impose de nouveau, sur une piste boueuse, devant Lukas Flückiger,,.
Il ne participe pas à la manche de Canberra le 30 août remportée par Ralph Näf ; à l'issue de la course, il conserve la tête du général et est assuré de remporter la Coupe du monde,,.
Le 14 septembre à Schladming, Christoph Sauser s'impose, Absalon ne termine pas la course et remporte le classement général de la Coupe du monde pour la 4e fois,,.
Le 18 mai, il termine 15e du championnat d'Europe à Saint-Wendel en Allemagne. Dès le départ, il laisse partir une échappée de huit coureurs dans le premier des sept tours de circuit. Ce groupe est composé du champion d'Europe en titre espagnol José Antonio Hermida, de l'Italien Marco Aurelio Fontana, de l'Allemand Manuel Fumic, du Suédois Fredrik Kessiakoff, et des Suisses Martin Gujan, Ralph Näf, Christoph Sauser et Florian Vogel. Seul le Danois Jakob Fuglsang parvient à réintégrer le groupe de tête après une excellente remontée. Christoph Sauser et Florian Vogel se détachent dans le dernier tour. Vogel l'emporte en 2 h 6 min 42 s devant Sauser à 33 secondes et Fuglsang à 1 min 14 s. Absalon termine 15e à 2 min 44 s,.
Le 22 juin, aux championnats du monde à Val di Sole (Italie), Absalon abandonne et perd ainsi le titre qu'il détenait de 2004 à 2007. Le Suisse Christoph Sauser remporte ce championnat en 1 h 58 min 26 s devant ses compatriotes Florian Vogel et Ralph Näf. Dès le premier tour, les Suisses Sauser et Vogel imposent un rythme élevé qui décante la course. Absalon franchit la ligne en troisième position, à 10 secondes du tandem de tête et voit son retard augmenter au fil des tours. À la fin du troisième tour, Sauser lâche Vogel et s'impose en solitaire à l'issue des 7 tours. Absalon s'accroche à la troisième position, mais il finit par se retirer de la course à deux tours de la fin. Il explique les raisons de sa défaite : « C'est la succession de problèmes que j'ai eus dans les semaines précédant le championnat du monde avec des chutes à répétition, notamment à Andorre. Je me suis présenté au championnat du monde avec une vertèbre de travers, avec un genou gonflé. Je n'étais pas dans les conditions pour gagner une course de haut niveau. Sur un championnat du monde, il faut être à 100 %, si on n'est ne serait-ce qu'à 98 %, on ne peut pas gagner. J'ai tenté le tout pour le tout là-bas jusqu'à l'explosion du moteur. » Deux mois avant les jeux olympiques, les résultats des Français dans ce championnat sont catastrophiques : Julien Absalon et Jean-Christophe Péraud ont abandonné et Cédric Ravanel termine seulement 22e,. En 2020, Absalon considère que cet échec a été bénéfique pour lui : « Cet échec aux Championnats du monde m'a permis de me remettre en question et m'a relancé. Sans cet échec, je n'aurais certainement pas été champion olympique un mois après,. »
Le 19 juillet, à Serre Chevalier, il devient champion de France pour la 6e fois consécutive. Dès le premier tour, il s'échappe avec Jean-Christophe Péraud, son coéquipier de l'équipe de France. Les deux hommes sont suivis de près par Cédric Ravanel. À trois tours de l'arrivée, ils prennent une avance définitive. Absalon maintient un rythme très élevé qui finit par décrocher Péraud. Seul en tête, il continue son effort et s'impose en bouclant les 5 tours en 1 h 54 min 26 s avec plus de trois minutes d'avance sur Péraud et plus de cinq sur Ravanel qui prend la troisième place.

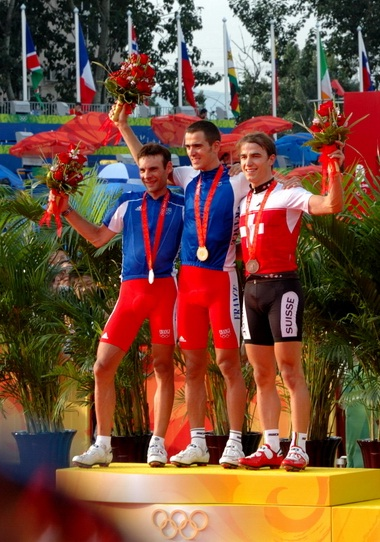
Podium de l'épreuve olympique : 1er Absalon, 2e Péraud et 3e Schurter.

Le 23 août, aux Jeux Olympiques à Pékin, il conserve son titre de champion olympique devant son compatriote Jean-Christophe Péraud et le Suisse Nino Schurter. Grand favori de l'épreuve, Absalon prend les commandes de la course dès le départ, en s'installant en tête de peloton lors des premières ascensions. Au 2e tour, il place une attaque décisive, il n'est jamais repris et s'impose en 1 h 55 min 59 s dans des conditions de chaleur extrême. Derrière lui, Péraud s'extrait du groupe de poursuivants et remporte en solitaire la médaille d'argent à 1 min 7 s. Schurter remporte le bronze à 1 min 53 s en devançant de seulement 2 secondes Christoph Sauser. Absalon est le seul champion olympique français de 2004 à conserver son titre. C'est le troisième titre consécutif en VTT cross-country masculin pour la France. Après la course, Absalon déclare : « J'ai tout donné ! Pendant quatre ans, j'ai peut-être passé 10 000 fois la ligne, dans mes rêves, la nuit, ou bien à l'entraînement. En réalité, j'ai du mal à y croire. Maintenant, je vais prendre le temps de savourer cette victoire, et d'en profiter. Et puis les jeux, c'est tellement motivant que oui, dans quatre ans, j'essayerai d'être là,,. » Quand on lui dit que, de l'extérieur, sa victoire parait aisée, il répond qu'elle a été difficile en réalité : « Jean-Christophe [Péraud] a bien joué le coup quand il a lâché le groupe avec les trois Suisses. On a fait une belle course d'équipe au début. Puis, quand on a été l'un contre l'autre, c'est devenu difficile. Je pense qu'il était à fond. Et moi aussi j'étais à fond devant. La dernière partie du dernier tour a d'ailleurs été très difficile. Je commençais à être à la peine physiquement, à avoir des crampes. Il a fallu que je m'accroche jusqu'au bout. J'ai compris que j'avais gagné dans la dernière descente pour arriver sur le stade parce que même avec une crevaison j'aurais pu finir à pied. » Cette victoire est due à une préparation minutieuse, pour s'habituer à la chaleur du parcours de Pékin, Absalon a terminé sa préparation dans le Var où il allait s'entraîner aux heures les plus chaudes de la journée pour habituer son organisme.

### Saison élite 2009: l'avènement de Schurter qui bat Absalon au championnat du monde

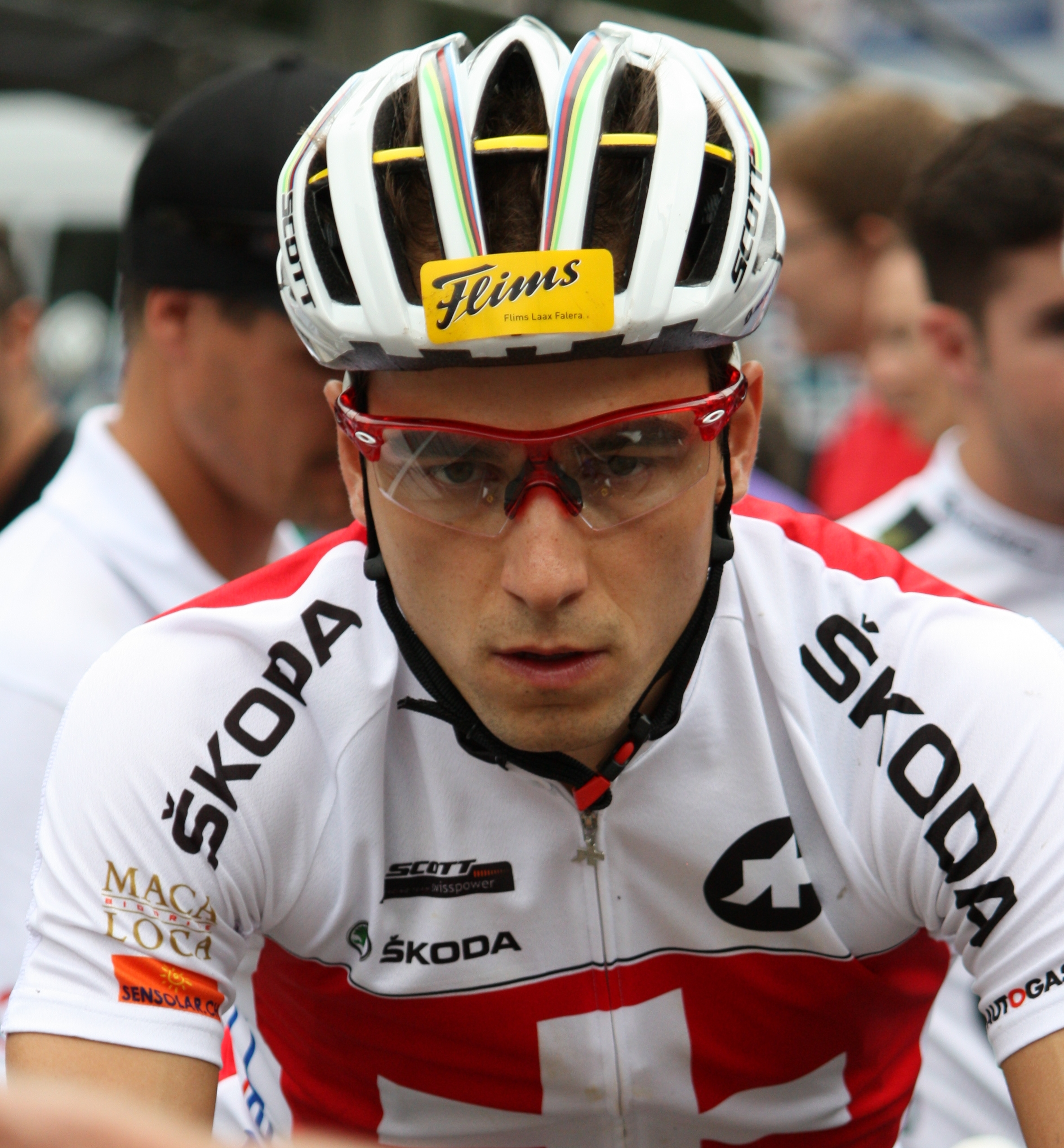
Nino Schurter, le champion du monde 2009.

Le 11 avril, il termine deuxième de la première manche de Coupe du monde à Pietermaritzburg remportée par José Antonio Hermida. Le 26 avril, il remporte la manche de Coupe du monde d'Offenbourg devant Wolfram Kurschat et Jean-Christophe Péraud ; il prend ainsi la tête du classement général. La semaine suivante, le 3 mai, à Houffalize, il s'impose devant Wolfram Kurschat et Ralph Näf ; il conforte ainsi sa place de premier du classement. Trois semaines plus tard, le 24 mai, il s'impose de nouveau à Madrid devant Ralph Näf et Moritz Milatz.
Il ne participe pas au championnat d'Europe le 12 juillet, remporté par Ralph Näf en 2 h 13 min 10 s,.
Le 18 juillet, il devient champion de France à Oz-en-Oisans pour la 7e fois consécutive. Sur un terrain très boueux, Absalon prend les devants dès le début des 5 tours de la course. Physiquement et techniquement supérieur, il s'impose en 1 h 38 min 19 s avec plus de 4 minutes d'avance sur Jean-Christophe Péraud et plus de 5 minutes sur Cédric Ravanel,.
Le 26 juillet, il remporte la manche de Coupe du monde à Mont-Sainte-Anne sur une piste rendue glissante par la pluie. Le 2 août, pour la deuxième manche canadienne à Bromont, Absalon finit seulement 17e à cause d'un bris de chaîne. Dans des conditions boueuses, c'est le Canadien Geoff Kabush qui s'impose ; avec son avance de points, Absalon conserve la tête du classement général.
Le 5 septembre, il devient vice-champion du monde à Canberra en Australie. Il est en tête une bonne partie des 45 km de la course avec Nino Schurter mais dans la partie finale du parcours, il se fait surprendre par Schurter qui le dépasse et s'impose en 2 h 4 min 39 s. Absalon termine à seulement 3 secondes, il explique son erreur : « Je n'étais pas en bonne position. J'ai mené, j'ai fait l'essentiel de la course en tête. Je m'attendais à une attaque dans la zone de ravitaillement, mais pas une attaque aussi forte ». Florian Vogel finit troisième à 58 secondes,. Cet épisode constitue un point de bascule dans la carrière d'Absalon, Schurter le bat pour la première fois au sprint. Absalon passe derrière lui dans la hiérarchie mondiale.
Le 13 septembre, pour l'avant-dernière manche de Coupe du monde à Champéry, il termine deuxième derrière Burry Stander qui remporte la manche élite alors qu'il est dans la catégorie moins de 23 ans. À l'issue de cette course, Absalon est assuré de remporter le classement général avant la dernière manche.
Le 19 septembre, dans la dernière manche à Schladming, il abandonne la course après une crevaison. La manche est remportée par José Antonio Hermida. Absalon termine premier du classement général de la Coupe du monde pour la quatrième année consécutive et la cinquième fois de sa carrière.

### Saison élite 2010:8etitrenational

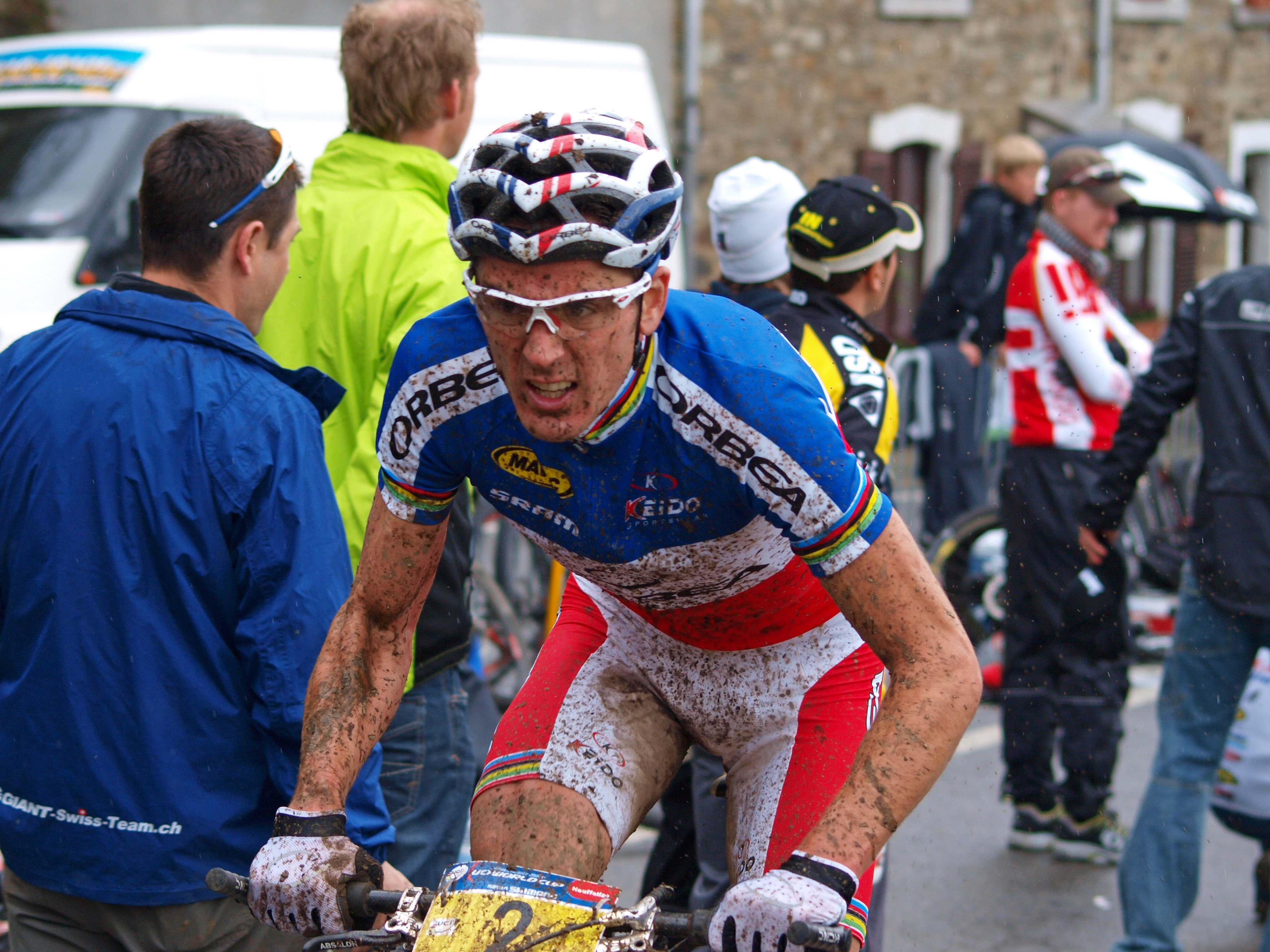
Julien Absalon lors de la 2e manche de la Coupe du monde 2010 à Houffalize.

Il termine deuxième de la première manche de Coupe du monde le 25 avril à Dalby Forest battu au sprint par Nino Schurter.
Victime d'une crevaison, il termine 7e de la deuxième manche le 2 mai à Houffalize remportée par José Antonio Hermida.
Il remporte la 3e manche le 23 mai à Offenbourg devant Nino Schurter et prend la tête du classement général,.
Il termine 5e de la quatrième manche le 25 juillet à Champéry remportée par Florian Vogel,.
Il termine deuxième de la 5e manche le 31 juillet à Val di Sole avec 4 secondes de retard sur Nino Schurter qui reprend la tête du classement général.
Dans la dernière manche le 28 août à Windham, il est de nouveau victime d'une crevaison et termine à la 6e place, la manche est remportée par Jaroslav Kulhavý. Absalon termine 2e du classement général de la Coupe du monde derrière Nino Schurter. Bien qu'à égalité de points avec Kulhavy, Absalon a obtenu la deuxième place au départage : les coureurs ont tous les deux remporté une victoire, mais Absalon a obtenu deux deuxièmes places contre une seule pour Kulhavy,.
Absalon renonce à participer aux championnats d'Europe se déroulant du 6 au 9 juillet à Haïfa (Israël) car son épouse attend leur premier enfant. De plus, le 30 juin, la France décide de ne pas envoyer d'équipe « en raison de problèmes techniques ». Jaroslav Kulhavý remporte le titre européen en 2 h 7 min 40 s.
Le 17 juillet, à Val d'Isère, il devient champion de France pour la 8e fois consécutive devant Maxime Marotte et Stéphane Tempier. Dès le départ, Julien Absalon, prend une avance confortable qui lui permet de bien gérer sa course tout au long du parcours de 6,4 kilomètres à parcourir cinq fois (32 km). Il s'impose en 1 h 41 min 23 s avec plus de deux minutes d'avance sur Maxime Marotte,.
Le 4 septembre, vaincu par la malchance, il termine seulement 5e du championnat du monde au Mont Sainte-Anne au Canada. Après seulement 20 secondes de course, il est pris dans une chute du peloton : « Un gars a chuté juste devant moi. Je suis tombé et me suis cassé le petit doigt. Ça a pris une éternité pour séparer mon vélo des autres ». Après cette chute, Absalon effectue un impressionnant retour sur la tête de course mais il crève à ce moment-là, ce qui nécessite un arrêt aux stands pour changer de roue. L'Espagnol José Antonio Hermida, épargné par les incidents mécaniques, s'impose en 1 h 52 min 26 s. Le Tchèque Jaroslav Kulhavý remporte l'argent et le Sud-Africain Burry Stander le bronze. Absalon doit se contenter de la 5e place,.

### Saison élite 2011:9etitrenational

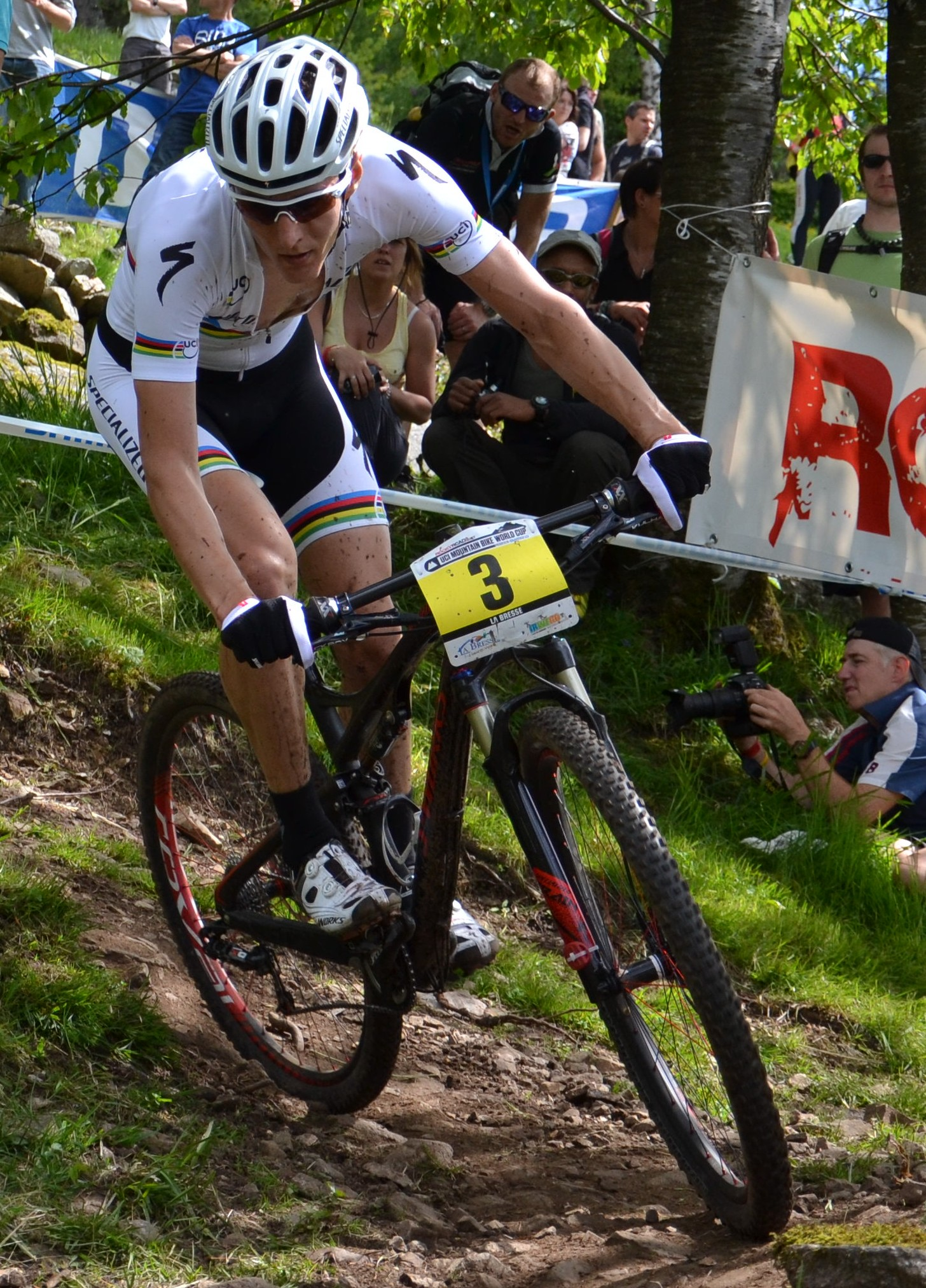
Jaroslav Kulhavý, le champion du monde 2011.

Absalon termine deuxième de la première manche de Coupe du monde le 23 avril à Pietermaritzburg à 16 secondes de Nino Schurter,.
Il termine une nouvelle fois deuxième dans la deuxième manche le 22 mai à Dalby Forest derrière Jaroslav Kulhavý,.
Comme en 2010, il remporte la manche d'Offenbourg le 29 mai devant Kulhavy et prend la tête du classement général,.
Il ne participe pas à la manche de Mont Sainte-Anne le 2 juillet remportée par Kulhavy,, ni à la manche de Windham le 9 juillet remportée aussi par Kulhavy,.
Il termine troisième de la manche de Nove Mesto le 14 août remportée par Kulhavy,.
Il termine quatrième de la dernière manche de Val di Sole le 20 août remportée par Kulhavy et finit troisième du classement général,.
Le 16 juillet, il est champion de France pour la neuvième fois consécutive, à Méribel. La course est un parcours de 5,6 kilomètres à parcourir cinq fois (28 km). Julien Absalon, Maxime Marotte et Stéphane Tempier sont en tête au premier tour. Mais dès le second tour du circuit, Julien Absalon attaque et prend une avance qui ne fait qu'augmenter au fil des tours. Absalon s'impose en 1 h 29 min 50 s avec plus de deux minutes d'avance sur le deuxième Maxime Marotte qui devance Stéphane Tempier de seulement quatre secondes.
Le 31 juillet sur le circuit de Hadleigh Farm, à l’est de Londres, Absalon remporte l’épreuve pré-olympique en 1 h 31 min 48 s. Il mène de bout en bout les 35,7 kilomètres de course (sept tours de 5,1 kilomètres), Christoph Sauser est 2e tandis que Jaroslav Kulhavý le leader du classement général de la Coupe du monde, considéré comme son adversaire principal, termine seulement 5e. Après la course, Absalon affirme que le tracé est difficile : « Il y a des changements de rythme tout le temps, il faut s’engager techniquement et on peut se crasher très fort. Il n’y a pas de temps de récupération. C’est vraiment très physique,. »
Le 7 août, il termine 2e du championnat d'Europe à Dohňany en Slovaquie. Jaroslav Kulhavý, le champion d'Europe en titre, Julien Absalon et Florian Vogel s'échappent dès le premier des huit tours totalisant 39,2 km. À deux tours de l'arrivée Vogel cède, puis, dans le dernier tour, Kulhavy porte une attaque fatale à Julien Absalon. Kulhavy remporte son deuxième titre européen d'affilée en 1 h 45 min 39 s. Absalon est deuxième à 24 secondes et Vogel à 1 min 5 s complète le podium,.
Le 3 septembre, il termine 3e du championnat du monde à Champéry en Suisse. Le Tchèque Jaroslav Kulhavý s'impose en 1 h 44 min 30 s devant Nino Schurter tandis qu'Absalon bénéficie de la crevaison de l'Espagnol José Antonio Hermida dans le cinquième des sept tours pour prendre la troisième place,.

### Saison élite 2012: échec aux Jeux olympiques

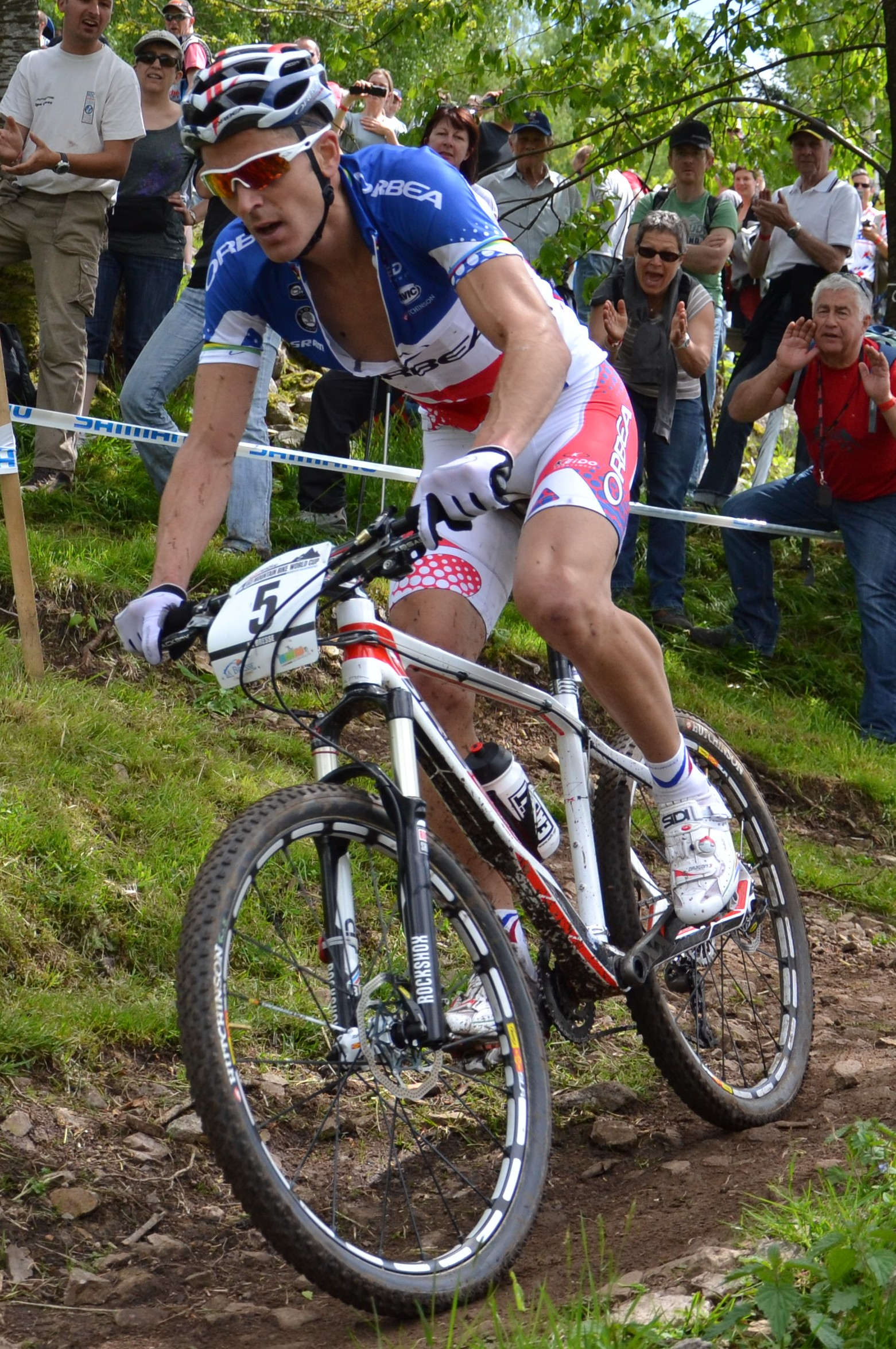
Absalon lors de la 4e manche de la Coupe du monde 2012 à La Bresse.

Dès le début de la saison, Absalon prévoit ses entraînements et ses compétitions afin d'être dans la meilleure condition physique possible pour l'épreuve olympique du 12 août et d'être bien placé au départ : « Pour moi, l'objectif de la première partie de saison, c'est d'obtenir la meilleure place sur la grille de départ de la course des JO, pour être avec les meilleurs sur la première ligne. Cela passe par des podiums et de beaux résultats en Coupe du monde. » Il explique qu'il vise le titre olympique comme s'il ne l'avait jamais conquis : « Je ne pars pas pour défendre un titre olympique. Je ne pars pas pour gagner un troisième titre olympique. Je pars juste pour être champion olympique comme si je ne l'avais jamais été. Même si je l'ai été deux fois, ce titre reste mythique, unique et suprême. Quand on dit que vous avez été champion du monde, cela s'efface la saison d'après. Par contre, on dit toujours que vous êtes champion olympique. »
En Coupe du monde, le 15 avril, il remporte la 2e manche à Houffalize devant Nino Schurter et Marco Aurelio Fontana. Le 20 mai, il remporte la 4e manche à domicile dans les Vosges à La Bresse ; malgré une chute dans le dernier tour, il gagne la course devant Jaroslav Kulhavy et Ralph Näf.
Le 10 juin, Absalon finit 4e des championnats d'Europe à Moscou. La course se déroule sur une piste transformée en bourbier par la pluie. Dans ces conditions, le choix des bons pneumatiques s'avère décisif. L'Allemand Moritz Milatz l'emporte au sprint devant l'Espagnol Sergio Mantecon en 1 h 53 min 42 s. Le Suisse Ralph Näf termine 3e. Absalon termine la course presque sans freins, il parvient tout de même à devancer le champion du monde 2011 Jaroslav Kulhavý qui termine cinquième,.
Le 14 juillet, il devient champion de France aux Gets pour la 10e fois consécutive en 1 h 56 min 19 s devant Stéphane Tempier et Maxime Marotte. Absalon prend un départ très rapide et arrive détaché à la fin du 1er tour, avec quelques secondes d'avance sur Cédric Ravanel. Sur le circuit rendu glissant à cause de la pluie tombée la veille, Julien Absalon accroît son avance. Derrière, Cédric Ravanel est dépassé par Stéphane Tempier qui fait partie avec Absalon des sélectionnés en équipe de France pour les Jeux Olympiques. Le troisième sélectionné français Jean-Christophe Péraud est absent de l'épreuve car il participe au Tour de France. Tempier résiste très bien et finit à seulement 36 secondes d'Absalon. Maxime Marotte à 1 min 50 s monte sur la 3e marche du podium. À la suite des spéculations sur la suite de sa carrière sportive, Absalon annonce le jour même continuer la compétition au moins jusqu'en 2014.
Le 28 juillet, alors qu'il participe à la 7e manche de la Coupe du monde à Val d'Isère, il glisse dans une descente rocheuse, se fait percuter par un autre coureur et chute dans un ravin. Il repart mais comme il ressent une douleur au poignet, il préfère abandonner à deux tours de l'arrivée. Nino Schurter s'impose devant Lukas Flückiger et Marco Aurelio Fontana. Absalon termine 11e du classement général de la Coupe du monde remporté par Nino Schurter devant Burry Stander et Jaroslav Kulhavý. Une semaine après cette chute, il remporte le Grand Prix de Boom en Belgique, ce qui montre sa bonne forme,.

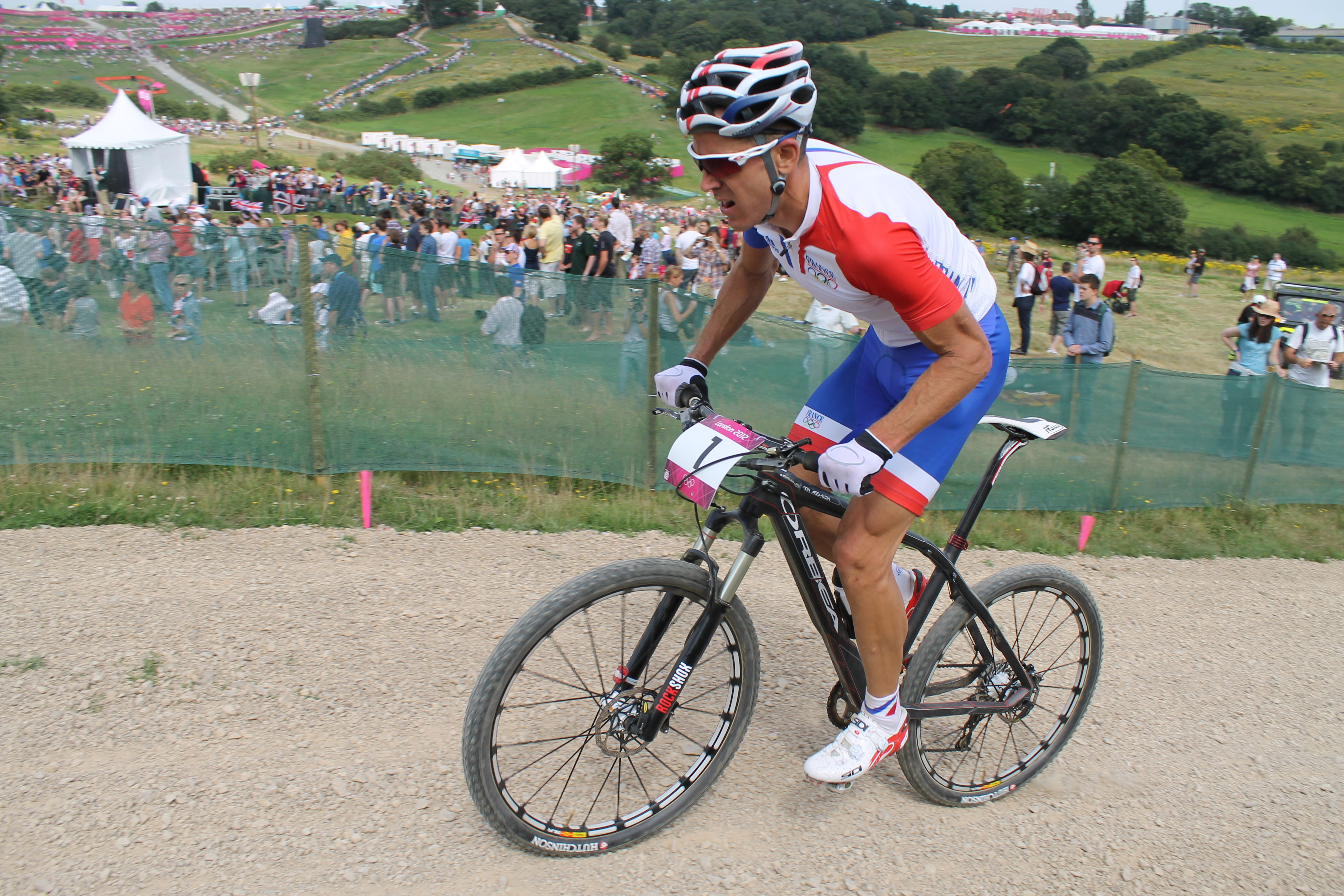
Julien Absalon lors de la course des Jeux olympiques 2012.

Le 12 août, lors de l'épreuve olympique, il est victime d'une crevaison dès le premier tour qui le contraint à abandonner. Après la course, il analyse la cause de cet échec: « À mon avis, je suis parti avec une crevaison lente. Je ne vois pas d'autre explication. Je n'ai rien tapé et j'ai crevé dès le premier passage dans le Rock Garden. J'ai dû faire toute la longue montée crevé. J'ai tout donné, je me suis arraché pour basculer au sommet. Je me suis fait un peu peur dans la descente car la roue commençait à partir en vrille. J'ai changé la roue mais quand j'ai passé la ligne et que j'ai vu s'afficher 25e position avec 55 secondes de retard, je me suis démobilisé. Toute chance de médaille était impossible ».
La course est remportée par Jaroslav Kulhavý en 1 h 29 min 7 s devant Nino Schurter et Marco Aurelio Fontana.
Le même jour, l'équipe suisse BMC annonce que Julien Absalon rejoindra ses rangs pour les deux saisons à venir, où il aura l'Allemand Moritz Milatz comme coéquipier. Son entraîneur Gérard Brocks indique : « L'ambition de Julien dans les deux années à venir sera de retrouver le maillot arc-en-ciel de champion du monde ».
Le 8 septembre, il termine 4e du championnat du monde à Saalfelden remporté par Nino Schurter en 1 h 40 min 55 s devant ses deux compatriotes Lukas Flückiger et Mathias Flückiger,.

### Saison élite 2013: champion d'Europe

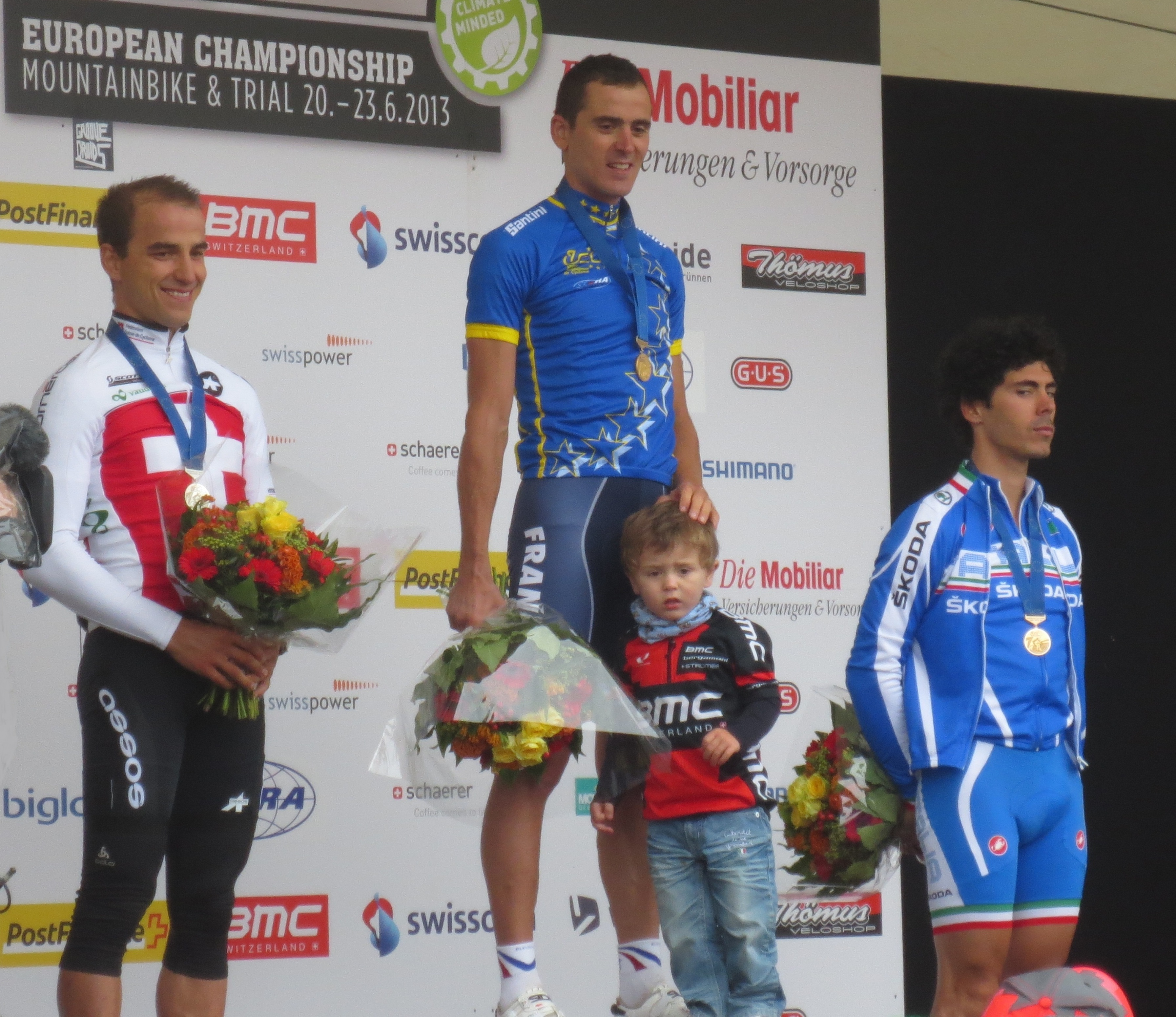
Podium du championnat d'Europe 2013 : 1er Absalon, 2e Schurter, 3e Fontana.

En 2013, Julien Absalon quitte l'équipe Orbea et intègre l'équipe BMC. Ce changement d'équipe s'accompagne de changements importants au niveau du matériel, il passe en effet pour la première fois sur un vélo à roues de 29 pouces, le BMC Team Elite 29, et change également d'équipementiers, en passant de Sram et Mavic à Shimano, ce qui implique un temps d'adaptation.
Le 19 mai, à Albstadt, la Coupe du monde commence mal pour Absalon qui est contraint à l'abandon à cause d'un problème mécanique. La manche est remportée par l'Australien Daniel McConnell,.
La semaine suivante, dans la manche de Nove Mesto, Absalon termine deuxième derrière Nino Schurter après un long duel en tête de la course,.
Le 15 juin, dans la manche de Val di Sole, la course est à nouveau un duel entre Schurter et Absalon, et Absalon finit encore deuxième derrière Schurter,.
Le 23 juin, il remporte le championnat d'Europe à Berne en 1 h 32 min 21 s devant Nino Schurter et Marco Aurelio Fontana. C'est la première fois de la saison qu'il bat Schurter après 5 défaites en coupe de Suisse et Coupe du monde. Il gagne en attaquant tôt à la mi-course : « Si tu attends contre Nino, tu sais que tu es mort. Il faut mener tout le temps face à lui et c’est ce que j’ai essayé de faire. Il fallait le faire douter et lui mettre une pression de tous les instants physiquement. Si je veux le battre, je ne peux le faire qu’à l’usure », analyse Absalon,.
Le 13 juillet, Julien Absalon remporte le championnat de France pour la 11e fois à Auron devant Miguel Martinez et Maxime Marotte. Il sème ses adversaires en attaquant dès le premier tour, fait toute la course en tête et termine en 1 h 29 min 30 s avec plus d'une minute d'avance sur le premier poursuivant.
Le 27 juillet, à la 4e manche de Coupe du monde à Vallnord, il est victime d'un ennui mécanique qui l'amène en dernière position puis il effectue une remontée pour terminer à la 8e place de la course remportée par Schurter.
Le 10 août, dans la 5e manche de Coupe du monde à Mont-Sainte-Anne, Absalon parvient à semer Schurter, celui-ci est ensuite victime d'une crevaison qui augmente son retard, Absalon remporte finalement la course devant José Antonio Hermida et Nino Schurter.
Le 31 août, diminué par des chutes à l'entraînement, il termine 6e du championnat du monde de Pietermaritzburg remporté par Nino Schurter en 1 h 40 min 17 s devant Manuel Fumic et José Antonio Hermida,.
Souffrant de côtes fracturées deux semaines plus tôt, Absalon ne participe pas le 14 septembre à la dernière manche de Coupe du monde à Hafjell remportée par Jaroslav Kulhavy et il termine 3e du classement général de la Coupe du monde remporté par Schurter.

### Saison élite 2014: champion du monde et d'Europe et6eCoupedu monde

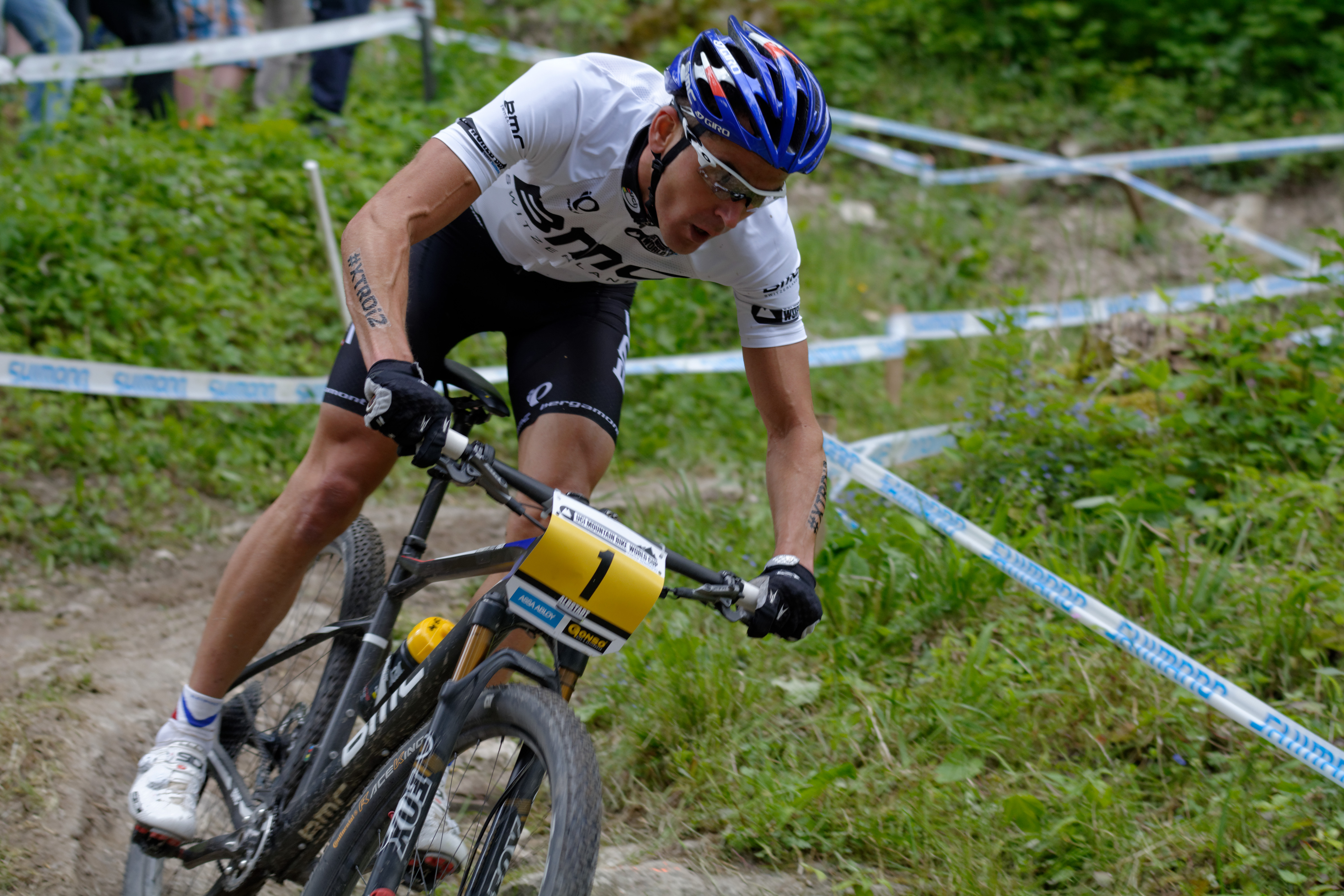
Julien Absalon lors de la manche de Coupe du monde d'Albstadt en 2014.

Julien Absalon remporte la première manche de Coupe du monde le 13 avril à Pietermaritzburg devant Manuel Fumic et Maxime Marotte,.
Le 27 avril, il gagne la manche de Cairns devant Mathias Flückiger et Maxime Marotte, en l'absence de Nino Schurter qui était engagé à la même période sur route sur le Tour de Romandie.
Victime d'une chute en début de course à Nove Mesto le 25 mai, il termine seulement cinquième de la manche remportée par Schurter de retour en Coupe du monde après une interruption pour du cyclisme sur route. Avec ses deux victoires dans les deux premières manches, Absalon conserve la tête du classement général,,.
Le 1er juin, il remporte la manche d'Albstadt devant Nino Schurter et Stéphane Tempier, il obtient alors sa 29e victoire en Coupe du monde, ce qui fait de lui le coureur (homme ou femme) ayant gagné le plus de manches en cross-country, il partageait auparavant le record de 28 victoires avec les deux femmes Gunn-Rita Dahle et Juliana Furtado,.
Le 8 juin, il conserve son titre de champion d'Europe à Saint-Wendel en Allemagne. En tête avec le Suisse Fabian Giger, Absalon place une accélération décisive à 3 kilomètres de l'arrivée et remporte la course en 1 h 44 min 3 s avec 15 secondes d'avance sur Giger ; le Tchèque Jan Skarnitzl complète le podium,,.
Mi-juin, il fait une chute à l'entraînement qui nécessite une légère opération du genou. Il récupère rapidement et le 19 juillet, lors des championnats de France aux Ménuires, il remporte son douzième titre consécutif en 1 h 27 min 28 s devant l'inattendu Hugo Drechou et Stéphane Tempier,.
Le 3 août, il termine deuxième de la manche de Coupe du monde à Mont-Sainte-Anne derrière Nino Schurter,.
De même, le 10 août, il termine deuxième de la manche de Windham derrière Schurter.
Le 24 août, il termine deuxième de la dernière manche à Méribel encore derrière Schurter , il remporte cependant le classement général de la Coupe du monde pour la 6e fois grâce à son avance de points prise au début de la saison,.
Le 6 septembre, il décroche un cinquième titre mondial à Hafjell en Norvège, sept ans après son dernier titre obtenu en 2007 à Fort William. Il termine la course en 1 h 27 min 6 s devant Nino Schurter et Marco Aurelio Fontana. Il remporte ce titre en utilisant un VTT tout-suspendu (suspension avant et arrière) pour la première fois de sa carrière. Il s'est rendu compte plus tôt dans l'année en Coupe du monde à Nove Mesto qu'utiliser un tout-suspendu pourrait être bénéfique : « j'ai fini avec le dos explosé et c'est là que je me suis aperçu qu'il n'y avait pas que dans les descentes que l'on pouvait gagner du temps. Sur le plat défoncé et dans les montées pleines de racines où ça tape fort, c'est également un avantage. »
Après cette saison parfaite, Absalon analyse : « ces dernières saisons on ne peut pas parler de période creuse. Je suis juste passé du stade de dominateur à celui de numéro 2 mondial. » Une des clés de la réussite de la saison 2014 est le passage à un régime sans gluten. En février 2014, des analyses poussées ont montré que Julien souffrait d'une inflammation intestinale chronique due à une intolérance au gluten. Il a alors supprimé le gluten de son alimentation ce qui lui a permis de récupérer de l'énergie habituellement consommée par la digestion et la dépenser dans le pédalage.
Il participe à quelques courses de cyclo-cross en fin de saison et lors du championnat de Lorraine en décembre, il se fracture la clavicule.

### Saison élite 2015: champion d'Europe et vice-champion du monde

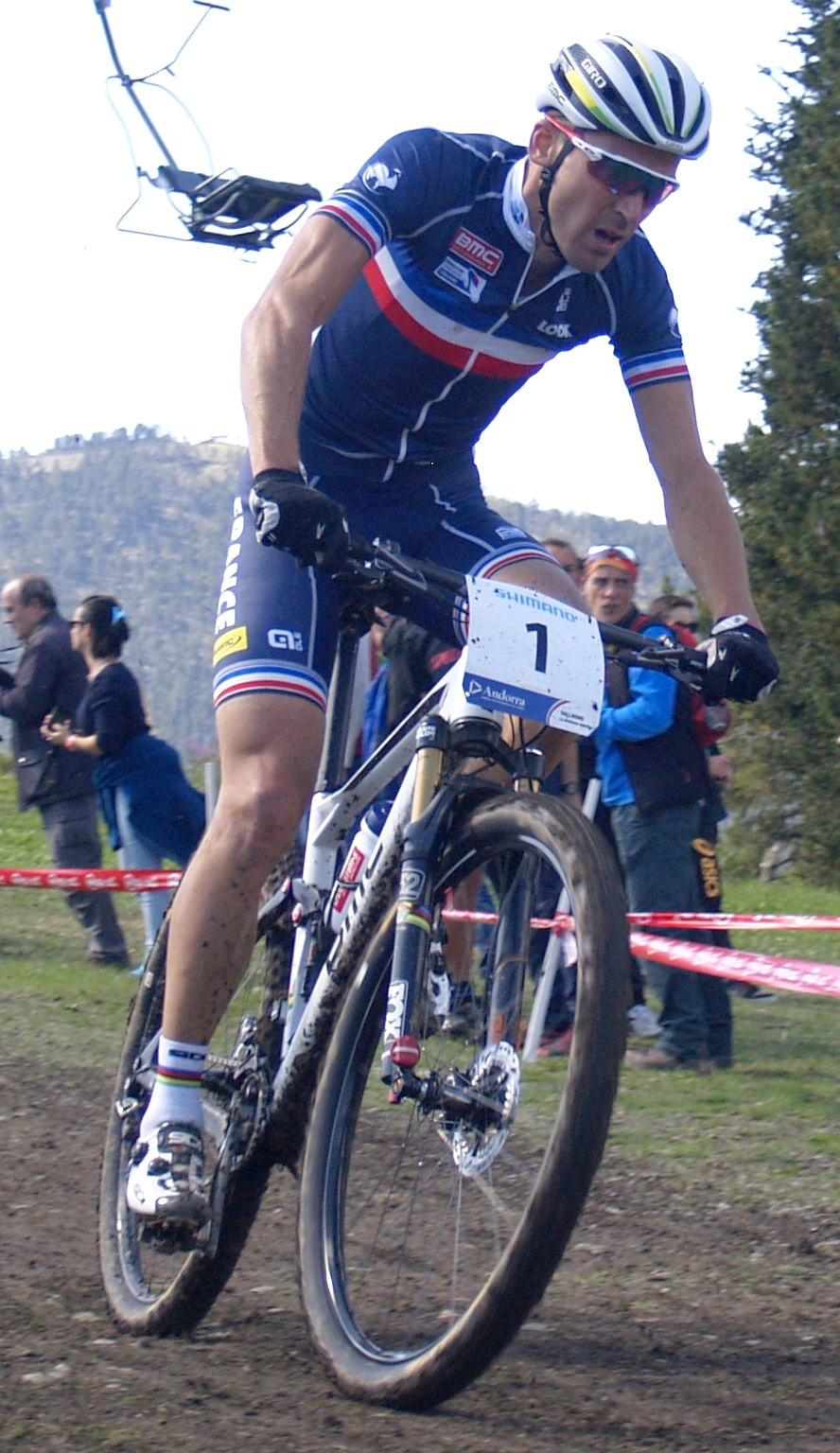
Julien Absalon aux championnats du monde de VTT 2015.

Lors de la première manche de Coupe du monde le 24 mai à Nove Mesto, il termine troisième derrière Jaroslav Kulhavý et Nino Schurter. Les deux hommes étaient échappés depuis le deuxième tour sans laisser une chance à leurs adversaires de revenir,.
Le 31 mai, il remporte sa 30e victoire en manche de Coupe du monde à Albstadt devant Nino Schurter qui a chuté dans la dernière descente et Jaroslav Kulhavy. Il établit ainsi un nouveau record du nombre de victoires en cross-country à la Coupe du monde,,.
Le 5 juillet, lors de la manche de Lenzerheide, Julien Absalon est victime d'une crevaison loin du poste de réparation, ce qui va l'éloigner de la tête de course et le rétrograder finalement au 9e rang du jour. La course est remportée par Jaroslav Kulhavy devant Nino Schurter et Ondrej Cink,.
Le 18 juillet, lors des championnats de France à Oz-en-Oisans, il remporte son treizième titre consécutif en 1 h 35 min 5 s devant Maxime Marotte et Jordan Sarrou en s'échappant dès le deuxième des six tours à parcourir,.
Le 26 juillet, pour la troisième année consécutive et la quatrième fois de sa carrière, Julien Absalon remporte le championnat d'Europe à Chies d’Alpago en 1 h 33 min 31 s. En l'absence de Schurter, il devance le Suisse Lukas Flückiger et l'Allemand Manuel Fumic,,.
Le 2 août lors de la manche de Coupe du monde à Mont-Sainte-Anne, il termine deuxième derrière Nino Schurter qui a réussi à le semer dans le dernier tour après un long duel ; Florian Vogel complète le podium.
La semaine suivante dans la manche de Windham, le même scénario se reproduit, Schurter remporte la course devant Absalon grâce à sa meilleure technique en descente ; Manuel Fumic obtient la 3e place.
Dans la dernière manche à Val di Sole, le 23 août, Schurter remporte une nouvelle fois la course devant Absalon tandis que Florian Vogel finit troisième,. Absalon termine 2e du classement général de la Coupe du monde 2015 remporté par Schurter.
Le 5 septembre à Vallnord, Absalon termine 2e du championnat du monde derrière Nino Schurter qui s'impose en 1 h 29 min 22 s. Lors de l’avant-dernier tour, Schurter prend 10 secondes d'avance dans une descente, un écart qu'Absalon n’est jamais parvenu à boucher. Ondřej Cink, à 1 min 15 s du vainqueur, complète le podium,.

### Saison élite 2016: champion d'Europe et7eCoupe du monde
Le 24 avril, dans la première manche de Coupe du monde à Cairns en Australie, il est victime d'une crevaison dans le premier tour mais grâce à une belle remontée, il atteint la troisième place à moins de 30 secondes du vainqueur Nino Schurter,.
Le 8 mai, pour la quatrième année consécutive et la cinquième fois de sa carrière, Julien Absalon remporte le championnat d'Europe, à Huskvarna en Suède, en l'absence de ses deux principaux rivaux des dernières années, le Tchèque Jaroslav Kulhavy et le Suisse Nino Schurter. Il s'impose en 1 h 35 min 34 s devant le Suisse Fabian Giger à 1 min 41 s et le Tchèque Ondřej Cink à 2 min 23 s,,.
Le 22 mai, dans la manche de Coupe du monde à Albstadt, il termine deuxième derrière Nino Schurter qui le bat au sprint dans la dernière ligne droite ; Maxime Marotte prend la troisième place.
Le 29 mai, il remporte une 31e manche de Coupe du monde à La Bresse devant les deux Français Maxime Marotte et Victor Koretzky, tandis que Nino Schurter, victime de deux crevaisons, doit se contenter de la 4e place.
Le 3 juillet à Nové Město na Moravě, il termine 3e du championnat du monde, derrière Nino Schurter et Jaroslav Kulhavy. Dès le début de course le duo Schurter - Kulhavy prend de l'avance, Absalon parvient à les rejoindre mais Schurter attaque aussitôt et part seul pour s'imposer en 1 h 28 min 20 s. Dans le dernier tour, Khulavy se débarrasse d'Absalon pour s'adjuger la 2e place. Schurter remporte son 5e titre mondial et égale ainsi le record d'Absalon,.
Le 10 juillet, dans la quatrième manche de Coupe du monde à Lenzerheide, il termine deuxième derrière Nino Schurter qui remporte sa troisième victoire en 4 manches ; Maxime Marotte prend la troisième place.
Le 16 juillet à Montgenèvre, il remporte le championnat de France pour la quatorzième fois consécutive en 1 h 32 min 18 s devant Maxime Marotte et Stéphane Tempier,.
Le 7 août, il remporte sa 32e manche de Coupe du monde à Mont-Sainte-Anne au Canada en l'absence du premier du classement général Nino Schurter qui a décidé de faire l'impasse sur cette manche afin de préparer les jeux olympiques. Il s'échappe dans l'avant-dernier tour et gagne devant Victor Koretzky et Mathias Flückiger ; il prend la tête du classement général à l'issue de cette course,.

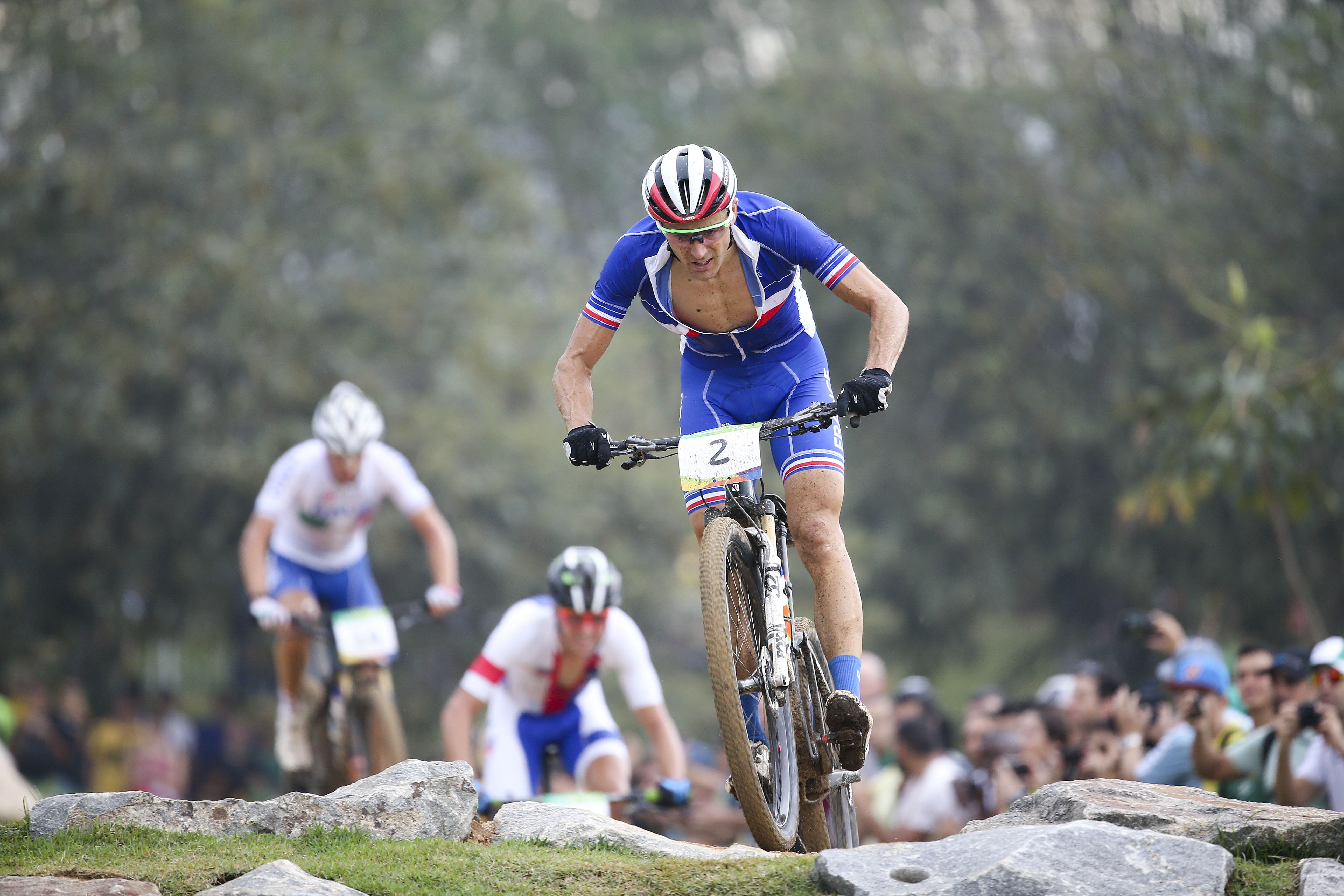
Absalon lors de la course des Jeux olympiques 2016.

Le 21 août, il termine seulement 8e de la course olympique aux Jeux de Rio sans jamais avoir été en position pour disputer la victoire. Nino Schurter remporte la course en 1 h 33 min 28 s devant Jaroslav Kulhavý et Carlos Coloma. Absalon commente : « C’était un jour sans. Je ne m’explique pas pourquoi. » Néanmoins, il attribue son manque de puissance dans les parties planes à une mauvaise gestion de sa préparation : « L’entraînement, c’est savoir flirter avec la limite et au niveau du poids j’étais un peu borderline. Quand on arrive vraiment affûté, en dessous de 5 % de masse grasse, soit ça passe soit ça passe pas. Ça tient quelques jours. Là, c’était un peu trop tôt. » Gérard Brocks, son entraîneur depuis vingt ans, reste énigmatique et ne donne pas d'explication précise à cette méforme : « Il y a des domaines dans lesquels je préfère rester neutre. Il est passé à côté de ses Jeux pour des raisons autres que sportives. »
Le 4 septembre, pour la dernière manche de Coupe du monde à Vallnord, Absalon doit terminer dans les dix premiers pour être sûr de remporter le classement général. Il remporte la manche devant Ondrej Cink et Pablo Rodríguez sans être inquiété par Schurter victime d'une crevaison qui finit 13e. Absalon remporte la 33e manche de Coupe du monde de sa carrière et pour la 7e fois le classement général de la Coupe du monde.

### Saison élite 2017: vice-champion d'Europe

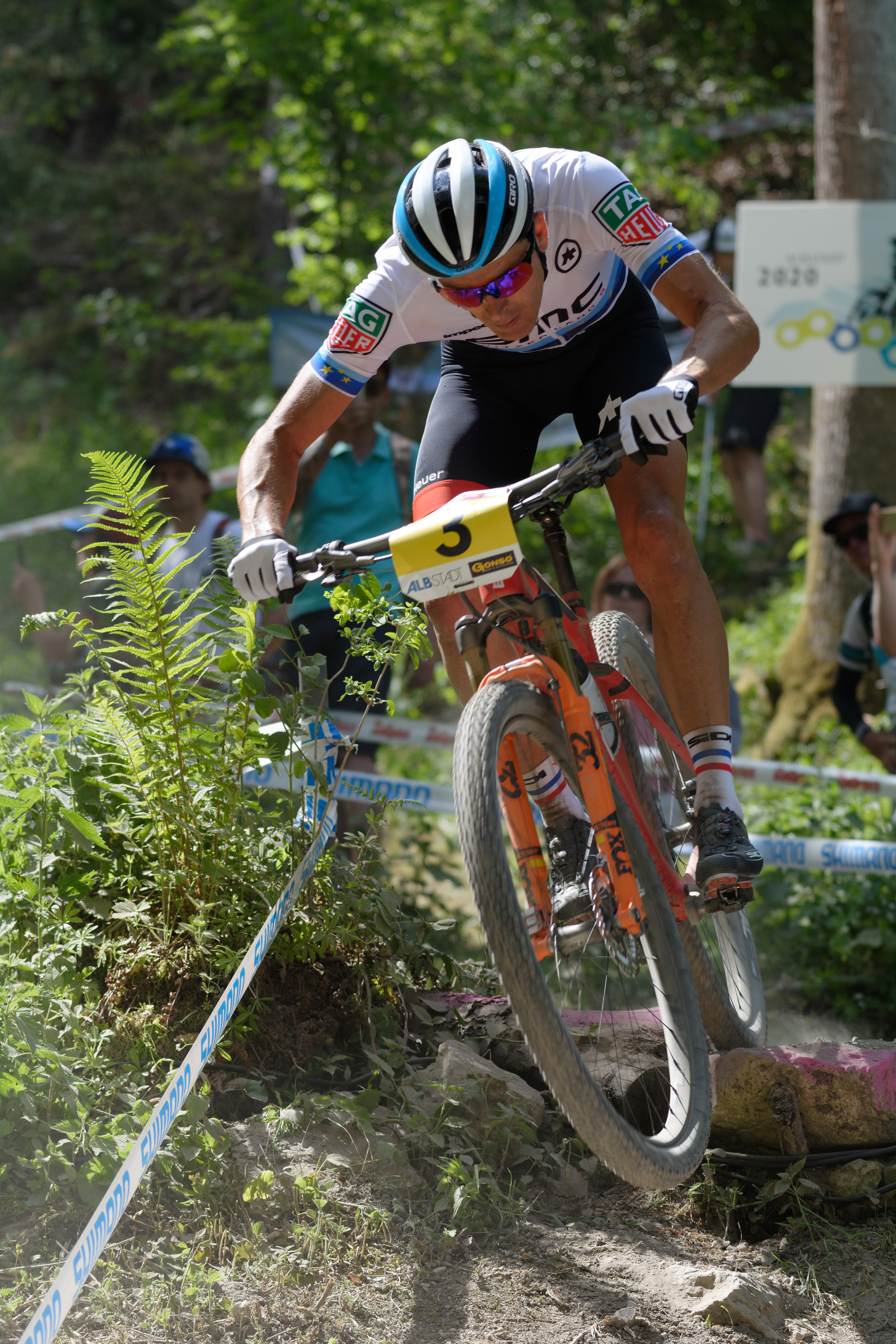
Absalon à la manche de Coupe du monde d'Albstadt.

Le 21 mai, il termine 3e de la manche de Coupe du monde de Nove Mesto derrière Nino Schurter et David Valero,.
Une semaine plus tard, à Albstadt, il termine 7e de la course remportée par Nino Schurter devant Mathieu van der Poel et Anton Cooper,.
Le 1er juin, il se fracture une clavicule en chutant lors d'un entraînement. Il est donc forfait pour les deux manches de Coupe du monde de Vallnord le 2 juillet et Lenzerheide le 9 juillet, ainsi que pour les championnats de France à Ploeuc-L'Hermitage du 13 au 16 juillet,. En son absence, c'est Maxime Marotte qui remporte le titre de champion de France.
Le 30 juillet, après huit semaines sans compétition, il termine 2e du championnat d'Europe à Darfo Boario Terme en Italie à 10 secondes de Florian Vogel qui le dépose dans les derniers hectomètres et s'impose en 1 h 24 min 7 s ; Manuel Fumic complète le podium,. À l'issue de la course, Absalon décrit ses sensations : « Après huit semaines sans course, il était difficile de trouver le bon rythme, alors j'étais très loin après les deux premiers tours. Heureusement, je me suis senti mieux à partir du troisième tour et j'ai commencé à remonter. »
Le 6 août, dans la manche de Coupe du monde à Mont-Sainte-Anne, il finit 13e de la course remportée par Nino Schurter devant Stéphane Tempier et Gerhard Kerschbaumer.
Le 27 août, il termine 3e de la dernière manche à Val di Sole derrière Nino Schurter et Stéphane Tempier.
Il finit 8e du classement général final de cette Coupe du monde totalement dominée par Schurter qui a remporté toutes les manches.
Le 9 septembre, il termine 7e du championnat du monde à Cairns remporté par Nino Schurter en 1 h 27 min 44 s devant Jaroslav Kulhavy et Thomas Litscher. Avec cette sixième victoire aux championnats du monde, Schurter bat le record de victoires d'Absalon.
En octobre 2017, Julien Absalon annonce qu'il crée son équipe Absolute Absalon pour la saison 2018 et qu'il prévoit de courir jusqu'en 2019. L'équipe comprend un autre coureur le Vosgien Neïlo Perrin-Ganier, champion de France espoir 2017.

### Saison élite 2018: fin de carrière et passage au VTTAE
Le 10 mars à Stellenbosch lors de la première manche de la Coupe du monde, il termine seulement 41e car il s'est blessé au poignet à l'entraînement quelques jours plus tôt. Il déclare après la course : « Je suis vraiment venu pour sauver quelques points. Mais je n’ai pas pu faire de miracles, c’était dur de tenir le cintre. » La manche est remportée par Samuel Gaze en 1 h 30 min 14 s devant Nino Schurter et Maxime Marotte,.
Diminué par des problèmes d'allergie aux pollens, il met brusquement fin à sa carrière en mai 2018 quelques jours avant la deuxième étape de Coupe du monde d'Albstadt. Il explique sa décision : « L'élément déclencheur, c'est le problème d'allergie. Cela fait déjà trois saisons que je suis allergique aux pollens du bassin méditerranéen et que je souffre en début de saison [...]. Je me suis rendu compte que j'étais allergique aux pollens du Nord de l'Europe [...], ces nouvelles allergies, c'est deux mois de problèmes en plus. J'ai pris un coup au moral. Je me suis aussi rendu compte que mes nouveaux objectifs, hors compétition, prenaient le pas sur les objectifs de compétition,. » Absalon aurait pu bénéficier d'une autorisation d’usage à des fins thérapeutiques (AUT), il déclare à ce sujet : « Je n’ai pas envie de continuer sans être performant. J’ai des autorisations mais je n’aime pas trop prendre de médicaments. J’ai réussi à éviter les traitements dans ma carrière. Je ne voulais pas commencer à prendre de la Ventoline avant une course. »
Il continue cependant la compétition en VTT à assistance électrique (VTTAE) et le 3 juin, il devient le premier champion de France VTTAE à Villard-de-Lans devant Neïlo Perrin-Ganier et Miguel Martinez,.

### Directeur d'équipe de 2018 à 2022

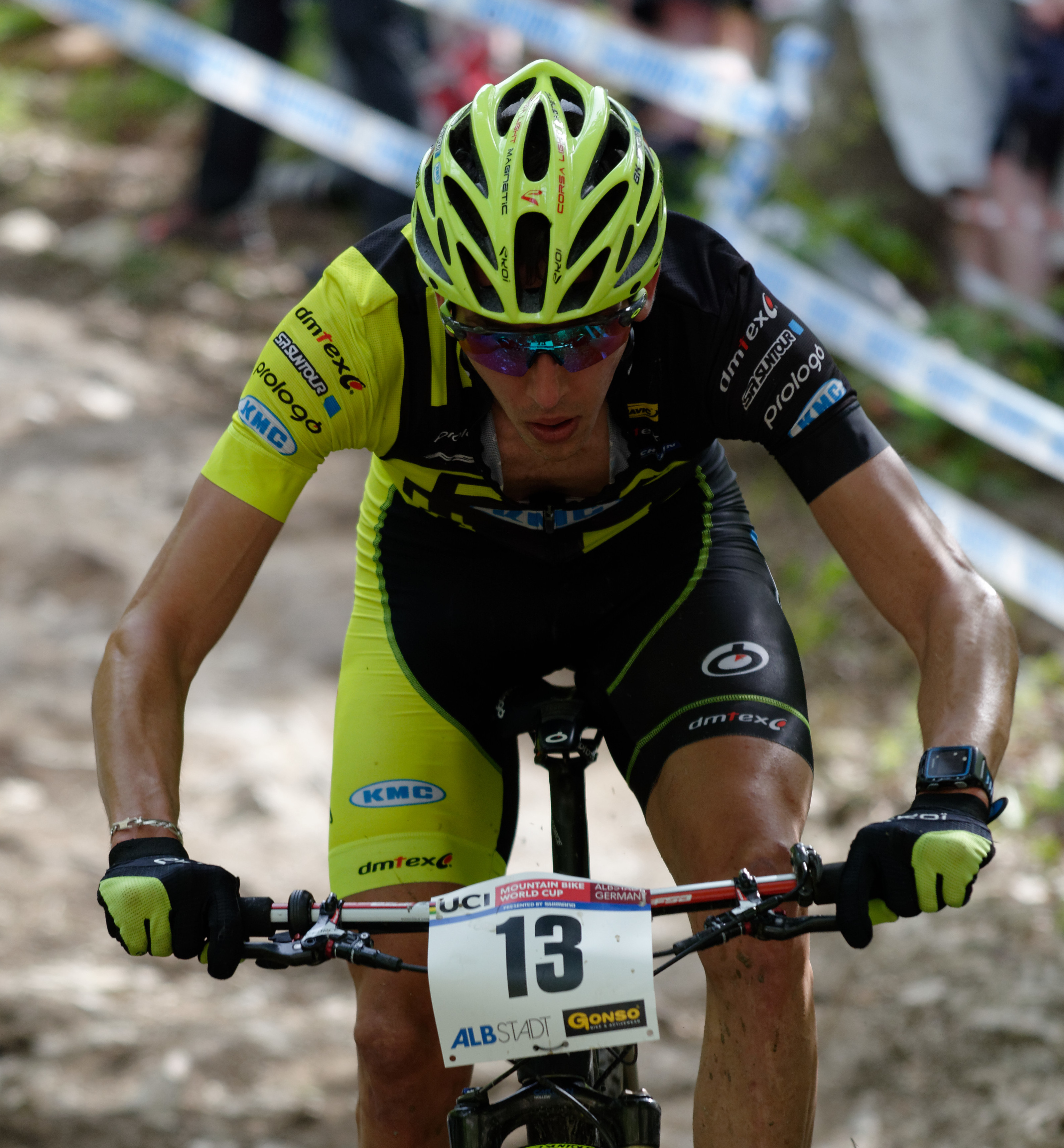
Jordan Sarrou en 2016.

Après sa retraite, Julien Absalon reste dans le milieu du VTT comme manager de sa propre équipe Absolute Absalon et aussi comme ambassadeur d'une marque de vélos à assistance électrique,. Jordan Sarrou, en catégorie élite, arrive en 2019 dans l'équipe Absolute Absalon qui comprend aussi les espoirs français Thomas Bonnet, Axel Zingle et Mathis Azzaro,,.
Le 28 avril 2019, au championnat de France de VTTAE à Épinal, Absalon termine 2e derrière Jérôme Gilloux tandis que Miguel Martinez l'ancien champion olympique de VTT cross-country complète le podium. Le 28 août 2019, il obtient la 3e place aux championnats du monde en VTTAE à Mont-Sainte-Anne derrière Alan Hatherly et Jérôme Gilloux,.
En 2020, l'équipe BMC disparait et seule l'équipe Absolute Absalon roule avec des vélos BMC. Les coureurs de l'équipe BMC Titouan Carod et Filippo Colombo rejoignent Jordan Sarrou et Mathis Azzaro déjà présents dans l'équipe d'Absalon. Jordan Sarrou devient champion du monde 2020. En 2022, Absolute Absalon devient BMC MTB Racing toujours dirigée par Absalon. Il quitte la direction de l'équipe en 2023.
Durant les Jeux olympiques 2020 à Tokyo et 2024 à Paris, il est consultant pour France Télévisions et commente les épreuves de VTT avec Nicolas Geay,.

### Vie privée
Julien Absalon se marie le 14 février 2004 avec Émilie avec qui il a deux garçons, Tom et Louca,.
En avril 2016, il annonce qu'il est en couple avec Pauline Ferrand-Prévot, championne du monde dans plusieurs disciplines du cyclisme dont le  VTT cross-country,. Ils se séparent en septembre 2021.

## Refus de passer au cyclisme sur route
Absalon a choisi durant toute sa carrière de rester dans le VTT bien que sa discipline soit peu médiatisée. « Des fois, j'ai l'impression que nous sommes considérés comme une sous-discipline du cyclisme, comme le parent pauvre. Nous restons tellement sous-médiatisés », déplore-t-il en 2007. Après sa médaille d'or des Jeux olympiques 2004, plusieurs équipes cyclistes (Bouygues Télécom, AG2R, FDJeux.com, Liquigas-Bianchi) lui ont proposé de passer à la route. Même si le cyclisme sur route pouvait lui apporter plus d'argent et de médiatisation, Absalon a préféré conserver son équilibre de vie : « J'ai préféré me faire plaisir en VTT, poursuivre sur ma lancée et ne pas m'attirer la lumière, plutôt que d'être sur le devant de la scène et d'enfiler le costume d'un coureur moyen du peloton pour, au final, ne remporter aucune course. »
Le dopage présent dans le cyclisme sur route est aussi un problème qui pousse Absalon à rester dans le VTT, il dit en 2006 : « ça ne me donne pas trop envie d'y aller. Je sais que la route n'est pas encore très saine. » Il ajoute à propos du dopage dans le VTT : « Je ne dirais pas qu'il n'y a pas de dopage en VTT parce qu'on ne peut pas en être certain, mais je pense qu'on est plus à l'abri que certains sports. On a eu des problèmes de dopage avec l'ancienne génération. Heureusement, actuellement, il y a toute une génération de coureurs avec un meilleur état d'esprit. Depuis les JO d'Athènes en 2004, on est très fliqués. Il faut continuer dans ce sens-là. »
Lorsqu'il arrête sa carrière en 2018, il affirme n'avoir aucun regret de ne pas être passé à la route même si les vététistes sont capables de briller sur la route comme Jean-Christophe Péraud, 2e en VTT aux Jeux olympiques de 2008 derrière lui, qui termine 2e du Tour de France 2014,.

## Caractéristiques physiques, style et technique de pilotage
D'après son site officiel, Julien Absalon mesure 1,80 m et possède un poids de forme de 68 kg. D'autres sources indiquent un poids proche : 69 kg et 71 kg. En dehors des périodes intenses de compétition, comme l'hiver, Absalon prend au maximum 3 kilos. Durant l'année, son poids oscille donc entre 68 et 71 kg. Il pratique le ski de fond pour garder la forme durant la période hivernale. Dans ses années de compétition au plus haut niveau, Absalon a un cœur qui bat au repos à 28 pulsations par minute. De plus, il possède une grande force mentale lui permettant de se surpasser durant les grandes compétitions, il raconte en 2007 : « Ça peut paraître insensé, mais lors des grands rendez-vous, je puise au plus profond de moi-même, je cours comme si j'étais en danger de mort, comme si j'allais perdre la vie. »
Absalon est plus fort en endurance longue qu’en explosivité. Il apprécie les courses intenses de plus de deux heures en milieu naturel avec de longues montées où les plus forts se détachent du peloton. Dans ce type de course, Absalon épuise ses adversaires physiquement au fur et à mesure de la course et il est doté d’une très bonne technique. Après les Jeux olympiques de 2008 à Pékin, les parcours de VTT sont modifiés pour être plus spectaculaires pour la télévision et les spectateurs au bord de la piste : les circuits deviennent plus courts avec des dénivelés moins importants, plus rapides et comportent plus de sections artificielles, la distance totale à parcourir est calibrée pour que la course ne dure pas plus d'une heure et demie. L’entraîneur français Yvon Vauchez explique : « C’est clairement un autre type de VTT. Un assemblage de zones roulantes et de zones techniques, composées de différents matériaux. Il y a beaucoup, beaucoup de rochers artificiels, des franchissements, des sauts sur des dalles, des descentes sur des rondins,. » Absalon a dû se résoudre à réapprendre son sport, à la trentaine passée. Il explique en 2016 : « J’ai énormément travaillé techniquement. Ces sections artificielles qui me posaient problème il y a quelques années ne m’en posent plus grâce au travail effectué cet hiver. »

## Résultats
Par l'ensemble de ses résultats, Julien Absalon est l'un des plus grands champions de VTT cross-country de tous les temps. Il a remporté deux titres olympiques, record partagé avec Tom Pidcock, vainqueur en 2020 et 2024. Durant des années, son poursuivant pour le nombre de titres de champion du monde est Nino Schurter, ce dernier le devancera en 2017 et obtiendra encore 4 autres titres mondiaux (2018, 2019, 2021, 2022). Les 33 victoires de manche de Coupe du monde d'Absalon constituent un record, au moment où il arrête sa carrière en 2018. Ce record est dépassé par Schurter en 2023.

### Résultats dans les principales compétitions
|                        | Jr   | Espoir | Espoir | Espoir | Espoir | Élite | Élite | Élite | Élite | Élite | Élite | Élite | Élite | Élite | Élite | Élite | Élite | Élite | Élite | Élite | Élite |
|                        | 1998 | 1999   | 2000   | 2001   | 2002   | 2003  | 2004  | 2005  | 2006  | 2007  | 2008  | 2009  | 2010  | 2011  | 2012  | 2013  | 2014  | 2015  | 2016  | 2017  | 2018  |
| Jeux olympiques        |      |        | -      |        |        |       | 1er   |       |       |       | 1er   |       |       |       | ab    |       |       |       | 8e    |       |       |
| Championnats du monde  | 1er  | 5e     | 4e     | 1er    | 1er    | 12e   | 1er   | 1er   | 1er   | 1er   | ab    | 2e    | 5e    | 3e    | 4e    | 6e    | 1er   | 2e    | 3e    | 7e    | -     |
| Championnats d'Europe  | 1er  | 2e     | -      | 1er    | 1er    | 2e    | 5e    | 2e    | 1er   | 2e    | 15e   | -     | -     | 2e    | 4e    | 1er   | 1er   | 1er   | 1er   | 2e    | -     |
| Championnats de France | 1er  | 2e     | -      | 1er    | 1er    | 1er   | 1er   | 1er   | 1er   | 1er   | 1er   | 1er   | 1er   | 1er   | 1er   | 1er   | 1er   | 1er   | 1er   | -     | -     |
| Coupe du monde         |      | 63e *  | 25e *  | 6e *   | 9e *   | 1er   | 6e    | 3e    | 1er   | 1er   | 1er   | 1er   | 2e    | 3e    | 11e   | 3e    | 1er   | 2e    | 1er   | 8e    | 85e   |

ab = abandon, * = classement catégorie élite, - = non participation

### Résultats par année
| - 1997 - 1er du Roc d'Azur junior, Coupe de France (Fréjus) - 1998 - Champion du monde junior (Mont Sainte-Anne, Canada) - Champion d'Europe junior (Aywaille, Belgique) - Champion de France junior (Le Lioran) - 1999 - Championnats du monde (Åre, Suède) - 5e du cross-country espoir - vice-champion du monde du relais - Vice-champion d'Europe espoir (Porto de Mós, Portugal) - Vice-champion de France espoir (Vars) - 2000 - 4e du championnat du monde espoir (Sierra Nevada, Espagne) - 2001 - Champion du monde espoir (Vail, États-Unis) - Champion d'Europe espoir (Saint-Wendel, Allemagne) - Champion de France espoir (Métabief) - Coupe du monde élite - 6e du classement général - 5e manche (Durango, États-Unis) - 1er de la Coupe du monde espoir - 1 manche de Coupe du monde contre-la-montre élite - 1er de la Coupe de France espoir - 1er de la Coupe de France élite - 2002 - Championnats du monde (Kaprun, Autriche) - Champion du monde espoir - Vice-champion du monde du relais - Championnats d'Europe (Zurich, Suisse) - Champion d'Europe espoir - Champion d'Europe du relais - Champion de France espoir (Les Orres) - Coupe du monde élite - 9e du classement général - 2003 - 12e du championnat du monde (Lugano, Suisse) - Vice-champion d'Europe (Graz, Autriche) - Champion de France (Métabief) - Coupe du monde - 1er du classement général - 3e manche (Mont-Sainte-Anne, Canada) - 2004 - Champion olympique (Athènes, Grèce) - Champion du monde (Les Gets, France) - 5e du championnat d'Europe (Wałbrzych, Pologne) - Champion de France (Montgenèvre) - Coupe du monde - 6e du classement général - 4e manche (Schladming, Autriche) - 2005 - Champion du monde (Livigno, Italie) - Vice-champion d'Europe (Kluisbergen, Belgique) - Champion de France (Le Bourg-d'Oisans) - Coupe du monde - 3e du classement général - 1re manche (Spa-Francorchamps, Belgique) - 2e manche (Madrid, Espagne) - 2006 - Champion du monde (Rotorua, Nouvelle-Zélande) - Champion d'Europe (Chies d'Alpago, Italie) - Champion de France (Les Ménuires/Val Thorens) - Coupe du monde - 1er du classement général - 2e manche (Madrid, Espagne) - 3e manche (Spa-Francorchamps, Belgique) - 4e manche (Fort William, Royaume-Uni) - 2007 - Champion du monde (Fort William, Royaume-Uni) - Vice-champion d'Europe (Göreme, Turquie) - Champion de France (Montgenèvre) - Coupe du monde - 1er du classement général - 2e manche (Offenbourg, Allemagne) - 3e manche (Champéry, Suisse) - 4e manche (Mont-Sainte-Anne, Canada) - 5e manche (Saint-Félicien, Canada) - 2008 - Champion olympique (Pékin, Chine) - Championnat du monde : abandon (Val di Sole, Italie) - 15e du championnat d'Europe (Saint-Wendel, Allemagne) - Champion de France (Serre Chevalier) - Coupe du monde - 1er du classement général - 1re manche (Houffalize, Belgique) - 2e manche (Offenbourg, Allemagne) - 3e manche (Madrid, Espagne) - 6e manche (Mont-Sainte-Anne, Canada) - 7e manche (Bromont, Canada) | - 2009 - Vice-champion du monde (Canberra, Australie) - Championnats d'Europe : non-partant (Zoetermeer, Pays-Bas) - Champion de France (Oz-en-Oisans) - Coupe du monde - 1er du classement général - 2e manche (Offenbourg, Allemagne) - 3e manche (Houffalize, Belgique) - 4e manche (Madrid, Espagne) - 5e manche (Mont-Sainte-Anne, Canada) - 2010 - 5e du championnat du monde (Mont Sainte-Anne, Canada) - Championnats d'Europe : non-partant (Haïfa, Israël) - Champion de France (Val d'Isère) - Coupe du monde - 2e du classement général - 3e manche (Offenbourg, Allemagne) - 2011 - 3e du championnat du monde (Champéry, Suisse) - Vice-champion d'Europe (Dohňany, Slovaquie) - Champion de France (Méribel) - Coupe du monde - 3e du classement général - 3e manche (Offenbourg, Allemagne) - 2012 - Jeux olympiques : abandon (Londres, Royaume-Uni) - 4e du championnat du monde (Saalfelden, Autriche) - 4e du championnat d'Europe (Moscou, Russie) - Champion de France (Les Gets) - Coupe du monde - 11e du classement général - 2e manche (Houffalize, Belgique) - 4e manche (La Bresse, France) - 2013 - 6e du championnat du monde (Pietermaritzburg, Afrique du Sud) - Champion d'Europe (Berne, Suisse) - Champion de France (Auron) - Coupe du monde - 3e du classement général - 5e manche (Mont-Sainte-Anne, Canada) - 2014 - Champion du monde (Hafjell, Norvège) - Champion d'Europe (Saint-Wendel, Allemagne) - Champion de France (Les Ménuires) - Coupe du monde - 1er du classement général - 1re manche (Pietermaritzburg, Afrique du Sud) - 2e manche (Cairns, Australie) - 4e manche (Albstadt, Allemagne) - 2015 - Vice-champion du monde (Vallnord, Andorre) - Champion d'Europe (Chies d'Alpago, Italie) - Champion de France (Oz-en-Oisans) - Coupe du monde - 2e du classement général - 2e manche (Albstadt, Allemagne) - 2016 - 8e des Jeux olympiques (Rio de Janeiro, Brésil) - 3e du championnat du monde (Nové Město, République tchèque) - Champion d'Europe (Huskvarna, Suède) - Champion de France (Montgenèvre) - Coupe du monde - 1er du classement général - 3e manche (La Bresse, France) - 5e manche (Mont-Sainte-Anne, Canada) - 6e manche (Vallnord, Andorre) - 2017 - 7e du championnat du monde (Cairns, Australie) - Vice-champion d'Europe (Darfo Boario Terme, Italie) - Coupe du monde - 8e du classement général - 2018 - Champion de France de VTTAE (Villard-de-Lans) - 2019 - 2e du championnat de France de VTTAE (Épinal) - 3e du championnat du monde de VTTAE (Mont-Sainte-Anne, Canada) - 2021 - 9e du championnat du monde de VTTAE (Val di Sole, Italie) |

## Distinctions

### Décorations
- Chevalier de la Légion d'honneur en 2004[325].
- Officier de l'ordre national du Mérite en 2008[326].

### Distinctions sportives
- Vélo d'or français : 2004, 2005, 2006 et 2007[327]
- Mountain Bike Hall of Fame : 2020[328]
- UEC Hall of Fame[329]